# تاريخ الإنترنت
يبدأ تاريخ شبكة الإنترنت مع تطوّر الحواسيب الرقميّة في الخمسينيات من القرن الماضي. طُوّرت المفاهيم الأوليّة لشبكات الحاسوب في العديد من مختبرات علوم الحاسوب في الولايات المتحدة والمملكة المتحدة وفرنسا. منحت وزارة الدفاع الأمريكيّة عقوداً في وقت مُبكرٍ من الستينيات لتطوير أنظمة شبكات تبديل الرزم، وتضمّن ذلك تطوير شبكة الأربانت. تمّ إرسال أول رسالة عبر شبكة الأربانت بإشراف البروفسور ليونارد كلينروك من جامعة كاليفورنيا في لوس أنجلوس إلى معهد ستانفورد للأبحاث.
تمّ تطوير العديد من شبكات تبديل الرزم في نهايّة الستينيّات ومطلع السبعنيّات من القرن العشرين، من هذه الشبكات شبكة مخبر الفيزياء القوميّ (NPL) وسيكلاد وميريت (Merit) وتيم نت (Tymnet) وتيلي نت (Telenet) باستعمال مجموعة متنوعة من بروتوكولات الاتصالات. في نفس الوقت نجح دونالد ديفيس في مختبر الفيزياء القومي (المملكة المتحدة) في بناء أول شبكة تبديل رزم، وقد استمرت الشبكة في العمل كحقل تجارب في المملكة المتحدة خلال العقدين التاليين. أمّا العمل في تطوير شبكة الأربانت فقد أدى إلى تطوير بروتوكولات اتصال سمحت بالربط بين الشبكات المُختلفة لتشكيل شبكة واحدة مُترابطة.
في عام 1981م، تمّ دعم الوصول إلى شبكة الأربانت عندما قامت مؤسسة العلوم القوميّة (NSF) بتمويل شبكة علوم الحاسوب (CSNET). في عام 1982م، جرى اعتماد حزمة بروتوكولات الإنترنت(TCP/IP) كنموذج قياسي في شبكة الأربانت. وفي أوائل الثمانينيات، موّلت مؤسسة العلوم القوميّة إنشاء عدد من المراكز القوميّة للحواسب الفائقة في عدة جامعات، ثم دعمت في العام 1986م توصيلها مع شبكة مُؤسسة العلوم القوميّة (NSFNET)، وقد سمح هذ المشروع للمراكز البحثيّة والمُؤسسات التعليميّة في الولايات المتحدة بالنفاذ إلى شبكة الحواسيب الفائقة. بدأت مزوّدات خدمات الإنترنت (ISP) التجاريّة في الظهور في أواخر الثمانينيات من القرن العشرين، ثُمّ أُخرجت شبكة الأربانت من الخدمة في العام 1990م. في أواخر العام 1989م وفي العام 1990م، قامت عدة شركات تجاريّة في عدد من المدن الأميركيّة بالاتصال ببعض أجزاء شبكة الإنترنت، أُخرجت شبكة مُؤسسة العلوم القوميّة من الخدمة في العام 1995م، ثُمّ رفعت القيود عن الاستخدام التجاري لشبكة الإنترنت.
في ثمانينيات القرن الماضي، قادت الأبحاث التي أشرف عليها السير تيم بيرنرز لي في المنظمة الأوروبيّة للأبحاث النوويّة
(CERN) إلى تطوير شبكة الويب، ونتج عن ذلك ربط مُستندات النص التشعبي بنظام معلومات يُمكن النفاذ إليه من أي موقع على الشبكة. منذ مُنتصف التسعينيّات كان لشبكة الإنترنت تأثيرٌ ثوريّ على الثقافة والتجارة والتكنولوجيا وشمل ذلك ظهور التراسل الفوري وتطوّر البريد الإلكترونيّ والمُكالمات الهاتفيّة عبر شبكة الإنترنت (VoIP) ومكالمات الفيديو وشبكة الويب التي تضمنت مُنتديات النقاش والمدوّنات وشبكات التواصل الاجتماعيّ ومواقع التسوّق عبر الإنترنت. وتواصل مُجتمعات البحث والتعليم تطوير واستخدام الشبكات المُتقدمة مثل خدمات الشبكة الرئيسية عالية السرعة (vBNS) الخاصّة بمؤسسة العلوم القوميّة والجيل الثاني من شبكة الإنترنت.
بشكلٍ مُضطردٍ، تزداد كمية البيانات التي تنتقل عبر شبكة الإنترنت بسرعات من مرتبة الغيغابت في الثانية اعتماداً على شبكات الألياف البصريّة. وقد شكّل استحواذ شبكة الإنترنت على المشهد العالميّ للاتصالات ظاهرة تستحق المُلاحظة، فقد كان حجم المُعطيات المنقولة على شبكة الإنترنت يشكل 1% من إجمالي حجم المُعطيات المنقول عالميّاً في العام 1993، ثم ارتفعت النسبة لتصل إلى 51% في العام 2000، ولتتجاوز 97% في العام 2007. تواصل شبكة الإنترنت النمو مدفوعةً بكميات أكبر من المعلومات الناتجة عن التجارة والترفيه وشبكات التواصل الاجتماعيّ.

## أسلاف شبكات المُعطيات
تطوّرت فكرة نقل المُعطيات بين مكانين مختلفين عبر وسط يدعم الانتشار الكهرومغناطيسي مثل أمواج الراديو في القنوات اللاسلكيّة أو التيار الكهربائي في الأسلاك المعدنيّة قبل ظهور شبكات الحاسب. في البداية، كانت نظم الاتصال عبارة عن قنوات اتصال تربط طرفيتين، ويُمكن اعتبار أنظمة البرق  والتلكس الأسلاف الأوائل لشبكات نقل المُعطيات. أُدخل مفهوم الاتصالات الرقميّة مع تطوير نظام البرق في نهايات القرن التاسع عشر.
في النصف الأول من القرن العشرين، طوّر كلود شانون وهاري نايكست ورالف هارتلي نظرية المعلومات، وقد حددت قواعدها الأساس النظري لمفاهيم نقل المُعطيات عبر قنوات الاتصالات. وفي عام 1949م، نشر شانون كتابه «نظريّة رياضيّة عن الاتصال» (A Mathematical Theory of Communication)، والذي ضمّ القواعد الأساسيّة في الناظمة لنظرية المعلومات.
تضمنت الحواسب الأولى وحدة معالجة مركزيّة وطرفيّات بعيدة، لاحقاً مع تطور التقنيات، ظهرت أنظمة أحدث سمحت بإنشاء قنوات اتصال لمسافات أبعد وبسرعات أعلى، وهي خواص أساسيّة لنموذج عمل الحاسب المركزي الكبير، وقد مكّنت هذه التقنيات من تبادل البيانات، كالملفّات مثلاً، بين الطرفيّات. ولكن هذا النموذج كان محدوداً، فهو لم يسمح بالاتصال المُباشر بين الطرفيّات، بالإضافة للحاجة لوجود قناة اتصال فيزيائية تربط بين طرفي الاتصال. أمنيّاً، اعتبر هذا النموذج غير آمن بسبب غياب البدائل في حال تعرّض قناة الاتصال للهجوم.

## تطوير الشبكات المُتباعدة
كانت الحواسب الأولى تُتصل بشكل مباشر مع الطرفيّات الخاصّة بالمُستخدمين. بشكلٍ عام، تواجدت الطرفيّات في نفس البناء أو الموقع، شبكاتٌ كهذه أصبحت تُعرف باسم الشبكات المحليّة (LAN). أمّا الشبكات التي تمتد على نطاق أوسع فتُعرف باسم الشبكات المُتباعدة (WAN)، وقد بدأت الأشكال الأوليّة منها بالظهور في الخمسينات والستينيات من القرن العشرين.

### الأفكار الأولى
في مارس من العام 1960م، وفي ورقة بحثيّة نُشرت بعنوان: «التعايش بين الإنسان والحاسب» (Man-Computer Symbiosis) اقترح جوزيف ليكليدر (Joseph Licklider) نائب رئيس شركة بي بي إن للتكنولوجيا (BBN) فكرة شبكةً عالميّةً عن طريق بناء شبكة مُتباعدة من الحواسب لتحلّ محل المكتبات، خاصّة مع التقدّم الحاصل حينها في أساليب تخزين واسترجاع المعلومات. ثُمّ عاد ليكليدر في عام 1962م وقدّم ورقة بحثية أُخرى بعنوان: «التواصل بين الإنسان والحاسب عبر الشبكة» (On-Line Man-Computer Communication)، وهي من أوائل الأوراق البحثيّة التي تناولت مُستقبل شبكات الحاسب.
في أكتوبر من العام 1962م، عُين ليكليدر في منصب مدير مكتب تقنيات معالجة المعلومات (IPTO) الذي تمّ استحداثُه في وكالة مشاريع الأبحاث المُتقدمة، بهدفٍ أساسيّ هو ربط مكاتب وزارة الدفاع مع بعضها البعض في مجمع جبل شايين والبنتاغون والقيادة الجوية الاستراتيجية (SAC HQ)، شكل ليكليدر فريق عمل بصورة غير رسميّة ضمن الوكالة من أجل القيام بالأبحاث اللازمة، وابتدأ بكتابة مذكرات لوصف الشبكات الموزّعة لأعضاء الفريق، الذين أطلق عليهم لقب «الأعضاء والتابعون لشبكة الحاسب الواصلة بين المجرات» (Members and Affiliates of the Intergalactic Computer Network). كجزء من عمل المكتب، تم تركيب ثلاث طرفيّات بالشكل التاليّ: الأولى لشركة تطوير النظم (SDC) في سانتا مونيكا، والثانية في مشروع جيني في جامعة كاليفورنيا، والثالث في معهد ماساشوستس للتكنولوجيا من أجل مشروع نظام تشارك الوقت التوافقي. وحدد ليلكيدر الأولويّة بالحاجة للربط بين هذه الطرفيات بطريقة فعّالة.
على الرغم من مغادرة ليكليدر مكتب تقنيات معالجة المعلومات في العام 1964م، أي قبل 5 سنوات من بدء عمل شبكة الأربانت، إلا أنّ رؤيته لشبكةٍ عالميّةٍ هي من ألهمت خليفته، روبرت تايلور، للبدء بتطويرها. ليكليدر عاد لاحقاً ليقود مكتب تقنيات معالجة المعلومات مُجدداً في العام 1973م لمدة عامين.
في مُقابلة مع صحيفة نيويورك تايمز، يصفّ تايلور أفكاره في تلك الفترة:

### تطوير تبديل الرزم

صورة متحركة توضّح مبدأ تبديل الرزم، حيث يتمّ توجيه كل رزمة بشكلٍ مُستقلٍ بين المُضيف المصدر والمضيف الهدف.

لم تكن قضيّة الربط بين عدة شبكات إلا مُشكلة واحدة من المشاكل التي واجهها مُطوّرو الشبكات الأوائل. فقد اعتمدت الشبكات الأولى على تقنية تبديل الدارات، وسببت هذه التقنيّة العديد المشاكل لأنها كانت ذات بُنيّة جامدة وتشكل نقطة خطأ وحيدة في التصميم. في الستينيّات، قدّم بول باران أثناء عمله مع مؤسسة راند دراسةً لوزارة الدفاع الأميركيّة حول الشبكات التي يُمكن أن تنجو في الحرب النوويّة. طرح باران فكرة نقل المعلومات على شكل دفعاتٍ أسماها «كتل الرسائل». (Message Blocks).
بشكلٍ مُستقلٍ، لكن في نفس الفترة، اقترح دونالد ديفيس، من مخبر الفيزياء القومي في المملكة المتحدة، بناء شبكة تعمل بمبدأ جديد سماه تبديل الرزم، وكان أول من طبقه فعليّاً، وتمّ اعتماد تسميته فيما بعد. لاحقاً طبّق لورانس روبرتس مبدأ تبديل الرزم عند بنائه شبكة الأربانت. طوّر ليونارد كلينروك نظريّة رياضيّة لدراسة الأداء الخاص بهذه التقنيّة هي نظرية الأرتال.
إنّ تقنيّة تبديل الرزم هي تصميم للشبكة مبني اعتماداً على تقنية التخزين والتوجيه (Store and Forward)، حيث يتمّ تقسيم الرسالة إلى عدد غير مُحدد من الرزم، ويتمّ أخذ قرار التوجيه لكل رزمة بشكل مُنفرد. وتُؤمّن هذه التقنيّة استهلاكاً أفضل لعرض النظاق وزمن أستجابة أقل مقارنة بتقنية تبديل الدارات التقليديّة المُسنخدمة في الشبكات الهاتفيّة، وخاصّة في الحالات التي تكون موارد الشبكة محدودة فيها.

### شبكات سبقت الإنترنت

#### شبكة مختبر الفيزياء القومي

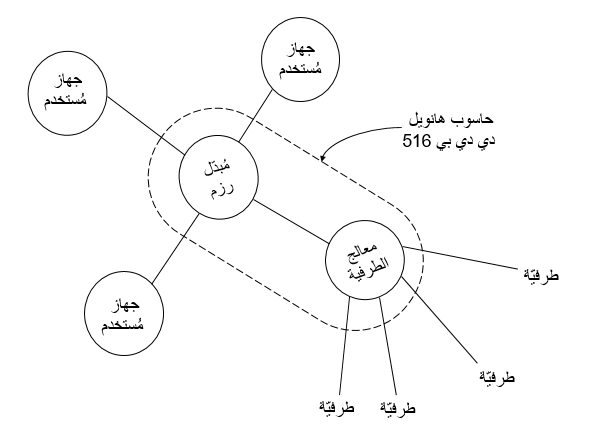
مُخطط لشبكة مختبر الفيزياء القومي.

بعد مناقشة ليكليدر بأفكاره، أصبح دونالد ديفيس مهتماً بنقل البيانات في شبكات الحاسب. في عام 1965م، اقترح ديفيس بدء العمل في مختبر الفيزياء القومي من أجل بناء شبكة بيانات على مستوى المملكة المتحدة اعتماداً على مبدأ تبديل الرزم، في العام التالي، قدّم وصفاً لطريقة استخدام «الحاسوب المنفذ»، وهو ما سيُعرف لاحقاً باسم الموجّه، ولكن لم يتمّ الأخذ بمقترحاته على مستوى المملكة، واكتفى بإجراء مجموعة من التجارب لبناء شبكة محلية على مستوى مختبر الفيزياء القومي.
مع حلول العام 1969م، بدء ديفيس في بناء الإصدار الأول من الشبكة من أجل استخدامه للأغراض البحثيّة في مختبر الفيزياء القوميّ. لكن الشبكة لم تصل لمرحلة التشغيل الكامل إلا في العام التالي. في العام 1976م امتدت الشبكة لتصل 12 حاسب و 75 طرفيّة، واستمرت الشبكة بالتوسع حتى تمّ إخراجها من الخدمة في العام 1986م.
كانت شبكة مختبر الفيزياء القومي أول شبكة نقل بيانات تطبّق مبدأ تبديل الرزم على مستوى العالم، وقد أثّرت في وألهمت مُطوري شبكة الأربانت بشكلٍ مُباشر.

#### شبكة الأربانت

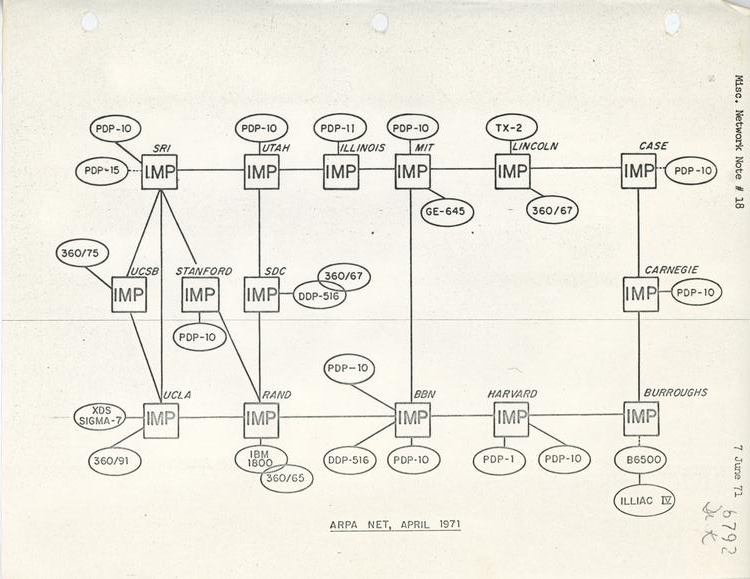
مخطط شبكة الأربانت في العام 1971م.

تمّت ترقيّة روبرت تايلور ليصبح رئيساً لمكتب تقنيات معالجة المعلومات (IPTO) في وكالة أبحاث المشاريع المتقدمة في يونيو من العام 1966م، وقد عمل على تنفيذ أفكار ليكليدر حول نظام الربط الشبكي، فاستقدم لورانس روبرتس من معهد ماساشوستس للتكنولوجيا، وابتدأ بمشروع لبناء شبكة كهذه، وجرى تفعيل أول وصلة في الشبكة بين جامعة كاليفورنيا في لوس أنجلوس ومعهد ستانفورد للأبحاث في 29 أكتوبر 1969م في حوالي العاشرة والنصف ليلاً.
كلينروك الذي كان وقتها في جامعة كاليفورنيا مع مجموعة من طلابه وصف هذه اللحظات في مُقابلة سابقة:

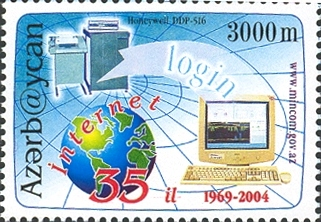
طابع بريد تذكاري من أذربيجان بمناسبة مرور 25 سنة على ولادة الإنترنت، حيث يُعتبر إنشاء شبكة الأربانت في العام 1969م هو الولادة الفعليّة للإنترنت.

مع حلول الخامس من ديسمبر من العام 1969م، كانت الشبكة قد امتدت لتشمل أربع عقد، هي بالإضافة للعقدتين السابقتين واحدة في جامعة يوتا والأخرى في جامعة كاليفورنيا. بعد ذلك، ومع اعتماد بعض الأفكار المطولة في شبكة ألوها (ALOHA) نمت شبكة الأربانت بشكلٍ مُتسارع، وفي عام 1981، ضمّت (213) عقدة، مع مُضيف جديد يُضاف للشبكة كل عشرين يوماً بالمتوسط.
تمحورت عمليّة تطوير شبكة الأربانت حول وثائق طلب التعليقات (RFC) التي ما تزال قيد الاستخدام حتى اليوم لتوصيف نظام وبروتوكولات شبكة الإنترنت وآليّاتها، أول وثيقة هي الوثيقة (RFC 1)، المُعنونة «برمجيّة المضيف» (Host Software)، بقلم ستيف كروكر من جامعة كاليفورنيا، ونُشرت في 7 أبريل 1969م، وقد وُثّقت هذه السنوات الأولى في عمل وثائقي في العام 1972م.
أصبحت شبكة الأربانت نواة لما سيُعرف لاحقاً بشبكة الإنترنت، وأداة أساسيّة في تطوير تقنياتها. اعتمدت شبكة الأربانت في البداية على برنامج التحكم بالشبكة (NCP)، قبل أن يُطوّر بروتوكول التحكّم بالنقل (TCP) ثُمّ حزمة بروتوكولات الإنترنت (TCP/IP). في 1 يناير 1983م، وهو اليوم الذي يُعرف أيضاً بيوم العلَم (Flag Day)، تمّ استبدال برنامج التحكم بالشبكة بشكل نهائي بحزمة بروتوكولات الإنترنت، وكانت هذه هي العلامة الفارقة في ميلاد شبكة الإنترنت الحديثة.
كان التعاون الدُوليّ فيما يخصّ شبكة الأربانت ضعيفاً ومُشتتاً، فقد كان المُطورون الأوروبيّون مُهتمين بتطوير الشبكات المُرتكزة على بروتوكول أكس 25 (X.25)، مع استثناء مصفوفة الزلازل النرويجية (NORSAR)، التي رُبطت مع الأربانت في العام 1972م، ثم محطة تونام في السويد في العام التالي بواسطة الأقمار الاصطناعيّة، قبل أن تُربط الشبكة مع معهد علوم الحاسب في المملكة المتحدة، وأخيراً مع كلية لندن الجامعية.

#### شبكة ميريت
بدأ شبكة ميريت (بالإنجليزية: Merit Network)‏ في العام 1966م كنتيجة لتعاون ثلاث جامعات في ولاية ميشيغان في الولايات المتحدة بهدف دعم جهودالولاية في مجال التعليم والتطور الاقتصادي. في ديسمبر من العام 1971م، وبعد دعم من الولاية ومن مؤسسة العلوم القومية (NSF)، استخدمت الشبكة كوسيلة للربط بين مضيفين بشكل تفاعلي الأول هو حاسوب كبير من تصميم آي بي إم (IBM) في جامعة ميشيغان في آن آربر والآخر في جامعة وين ستيت في ديترويت. في أكتوبر 1972، أتمت الحلقة الثلاثية اتصالاتها بالحاسوب المركزي التابع لجامعة ولاية ميشيغان في شرق لانسينغ. على مدى السنوات العديدة القادمة بالإضافة إلى استضافة الاتصالات التفاعلية المضيف تم تعزيز الشبكة لدعم محطة لاستضافة الاتصالات ومضيف اتصالات دفعة المضيف (تقديم وظيفة عن بعد، والطباعة عن بعد، ونقل الملفات دفعة) ونقل الملفات التفاعلية بوابات إلى Tymnet وشبكات البيانات العامة تل نت، X.25 المرفقات المضيف، بوابات لشبكات البيانات X.25 إيثرنت المضيفين المرفقة وفي نهاية المطاف TCP/IP والجامعات العامة إضافية في ميشيغان الانضمام إلى الشبكة. كل هذا وضع مرحلة لدور الاستحقاق في مشروع NSFNET بدءا من منتصف 1980s.

#### شبكة سيكلاد
سيكلاد (بالفرنسية: CYCLADES)‏ 
تنطق بالفرنسية: [siklad]

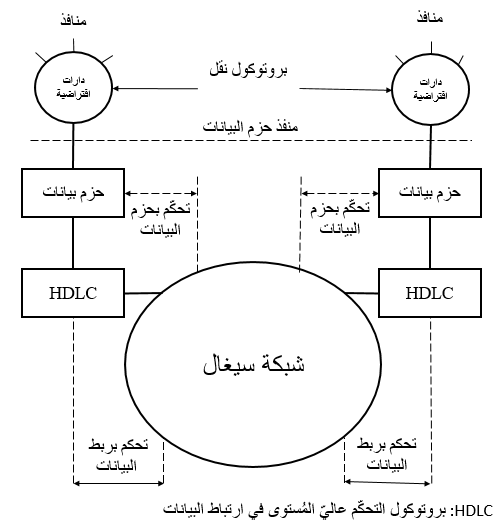
نموذج عمل شبكة سيكلاد.

، هي شبكة تبديل رزم فرنسيّة استُخدمت في مجال الأبحاث، تمّ تصميمُها وإدارتُها على يدّ لويس بوزان. بدأ العمل فيها في العام 1973م، وكان الغرضُ الأساسيّ هو اكتشاف بدائل لتصميم شبكة الأربانت ولدعم أبحاث الشبكات بشكلٍ عام. كانت هذه الشبكة هي أول شبكة كلّفت المُضيفين بوظائف الوثوقية المُرتبطة بنقل البيانات بدلاً من كونها خدمة تقدمها الشبكة، وبذلك فقد أمّنت هذه الشبكة خدمة نقلٍ غير موثوقٍ لحزم البيانات اعتماداً على مبدأ الطرفين، وقد أثّرت هذه المفاهيم بشكل مباشر على بُنيّة شبكة الأربانت لاحقاً.

#### X.25 وشبكات البيانات العامة
واستنادا إلى البحوث التي أجراها المكتب وضع الاتحاد الدولي للاتصالات السلكية واللاسلكية معايير شبكة تحويل الطرود في شكل X.25 والمعايير ذات الصلة في حين تستخدم تبديل الحزمة X.25 مبنية على مفهوم الدوائر الافتراضية محاكاة الاتصالات الهاتفية التقليدية وفي عام 1974 شكلت X.25 الأساس لشبكة SERCnet بين المواقع الأكاديمية والبحثية البريطانية والتي أصبحت فيما بعد JANET وتمت الموافقة على المعيار الأولي للاتحاد الدولي للاتصالات بشأن التوصية X.25 في مارس 1976.
تعاون مكتب البريد البريطاني وويسترن يونيون إنترناشونال و Tymnet لإنشاء أول شبكة دولية لتحويل الطرود ويشار إليها باسم الخدمة الدولية لتحويل الرزمة (IPSS) في عام 1978 وقد نمت هذه الشبكة من أوروبا والولايات المتحدة لتغطية كندا وهونغ كونغ وأستراليا بحلول عام 1981 وبحلول التسعينات وفرت البنية التحتية للشبكات العالمية.
على عكس ARPANET X.25 كان متاحا عادة للاستخدام التجاري عرضتTelenet خدمة البريد الإلكتروني تيليمايل والتي كانت تستهدف أيضا استخدام المؤسسة بدلا من نظام البريد الإلكتروني العام للARPANET.
أول شبكات الاتصال الهاتفي العامة تستخدم بروتوكولات محطة TTY غير متزامنة للوصول إلى المكثف تعمل في الشبكة العامة واستخدمت بعض الشبكات مثلCompuServe X.25 لتعدد جلسات المحطات الطرفية في حزمها الأساسية التي تحول الطرود في حين استخدمت بعض الشبكات الأخرى مثل Tymnet بروتوكولات خاصة في عام 1979 أصبح CompuServe أول خدمة لتقديم قدرات البريد الإلكتروني والدعم التقني لمستخدمي الكمبيوتر الشخصي الشركة اندلعت أرض جديدة مرة أخرى في عام 1980 كأول لتقديم دردشة في الوقت الحقيقي مع سب محاكي لها وشبكات الاتصال الهاتفي الرئيسية الأخرى هي أمريكا أون لاين (AOL) والمعجزة التي توفر أيضا الاتصالات والمحتوى وميزات الترفيه، كما وفرت العديد من شبكات نظام النشرات (BBS) إمكانية الوصول المباشر مثل FidoNet التي كانت شائعة بين مستخدمي الكمبيوتر الهواة وكثير منهم قراصنة ومشغلي راديو الهواة.

#### UUCP and Usenet
في عام 1979 طالبين في جامعة ديوك توم تروسكوت وجيم إليس نشأت فكرة استخدام Bourne shell البرامج النصية لنقل الأخبار والرسائل على خط أوكب اتصال المسلسل مع جامعة ولاية كارولينا الشمالية في تشابل هيل وبعد النشر العام للبرنامج في عام 1980 توسعت شبكة إعادة توجيه UUCP على أخبارUsenet بسرعة و UUCPnet كما سيتم تسمية في وقت لاحق وكما أنشأت بوابات والروابط بين FidoNet والمكالمات الهاتفي بس الهاتفي وانتشرت شبكاتUUCP بسرعة بسبب انخفاض التكاليف المتعلقة والقدرة على استخدام الخطوط المستأجرة القائمة، وصلات X.25 أو حتى وصلات ARPANET وعدم وجود سياسات صارمة للاستخدام بالمقارنة مع الشبكات اللاحقة مثلCSNET وBitnet كانت جميع الوصلات محلية وبحلول عام 1981 ارتفع عدد المضيفين من UUCP إلى 550 أي ما يقرب من الضعف ليصل إلى 940 في عام 1984. - شبكة Sublink التي تعمل منذ عام 1987 وتأسست رسميا في إيطاليا في عام 1989، واستندت إلى ترابطها على UUCP لإعادة توزيع رسائل البريد والأخبار الرسائل في جميع أنحاء العقد الإيطالية (حوالي 100 في ذلك الوقت) المملوكة من قبل الأفراد والشركات الصغيرة وشبكة الشبكة الفرعية تمثل أحد الأمثلة الأولى لتكنولوجيا الإنترنت التي تتحقق من خلال الانتشار الشعبي.

### دمج الشبكات وإنشاء الإنترنت (1973-1995)

#### حزمة بروتوكولات الإنترنت

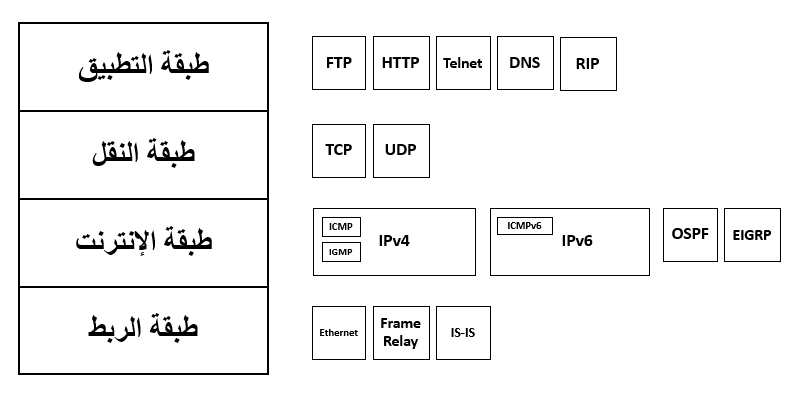
نموذج الإنترنت (TCP/IP) وجزء من حزمة البروتوكولات الموافقة.

مع العديد من أساليب الشبكة المختلفة كان هناك حاجة إلى شيء لتوحيدها. روبرت خان كان من داربا وأربانت تجنيد فينتون سيرف من جامعة ستانفورد للعمل معه حول المشكلة وبحلول عام 1973، وضعوا إعادة صياغة أساسية، حيث تم إخفاء الاختلافات بين بروتوكولات الشبكة باستخدام بروتوكول مشترك للشبكة وبدلا من أن تكون الشبكة مسؤولة عن الموثوقية كما هو الحال في ARPANET أصبح المضيفون مسؤولين وهوبير زيمرمان وجيرارد ليلان ولويس بوزين (مصمم شبكة CYCLADES) مع عمل مهم على هذا التصميم.
مواصفات البروتوكول الناتج RFC 675 مواصفات برنامج التحكم في نقل الإنترنت من قبل فينتون سيرف ويوجين دلال وكارل سنشاين مجموعة عمل الشبكة ديسمبر 1974 ويحتوي على أول استخدام مصدق للإنترنت المدى واختزال لشبكة الإنترنت في وقت لاحق RFCs تكرار هذا الاستخدام لذلك بدأت كلمة خارجا كصفة بدلا من الاسم هو عليه اليوم.
ومع انخفاض دور الشبكة إلى الحد الأدنى أصبح من الممكن الانضمام إلى أي شبكات تقريبا بغض النظر عن خصائصها وبالتالي حل المشكلة الأولية لكان. ووافقت داربا على تمويل تطوير برمجيات النموذج الأولي وبعد عدة سنوات من العمل أجرى معهد ستانفورد للبحوث أول عرض لبوابة بين شبكة راديوية الحزمة في SF Bay area و ARPANET في 22 نوفمبر 1977 تم إجراء ثلاث مظاهرات الشبكة بما في ذلك ARPANET وSRI's حزمة راديو فان على شبكة راديوية الحزمة وشبكة الأقمار الصناعية الأقمار الصناعية الحزمة.
وانطلاقا من المواصفات الأولى لبرنامج التعاون الفني في عام 1974 ظهر بروتوكول حزمة بروتوكولات الإنترنت في منتصف أواخر عام 1978 في شكله النهائي تقريبا كما هو مستخدم للعقود الأولى من الإنترنت، والمعروفة باسم «آي بي في4». (IPv4 في نهاية المطاف حل محله خلفه وسمى «آي بي في6»، ولكن هذا يرجع إلى حد كبير إلى العدد الهائل من الأجهزة التي يتم توصيلها بعد عام 2005 والتي تطغى على الأرقام التي IPv4 كان قادرا على استيعاب في جميع أنحاء العالم، ولكن نظرا ل IPv4 راسخة فإن التحول لا يزال في مراحله المبكرة اعتبارا من عام 2015 ومن المتوقع أن يستغرق سنوات عديدة، عقود أو ربما أطول لاستكمال.
ونشرت المعايير المرتبطة ب IPv4 بحلول عام 1981 باعتبارها ركس 791 و 792 و 793، واعتمدت للاستخدام. ورعت داربا أو شجعت على تطوير تطبيقات حزمة بروتوكولات الإنترنت للعديد من أنظمة التشغيل ومن ثم تقرر هجرة جميع المضيفين على جميع شبكات حزمها إلى حزمة بروتوكولات الإنترنت. في 1 يناير 1983، والمعروفة باسم يوم العلم، أصبحت بروتوكولات TCP/IP البروتوكول المعتمد الوحيد على أربانيت، لتحل محل NCP protocol السابق.

#### من ARPANET إلى NSFNET

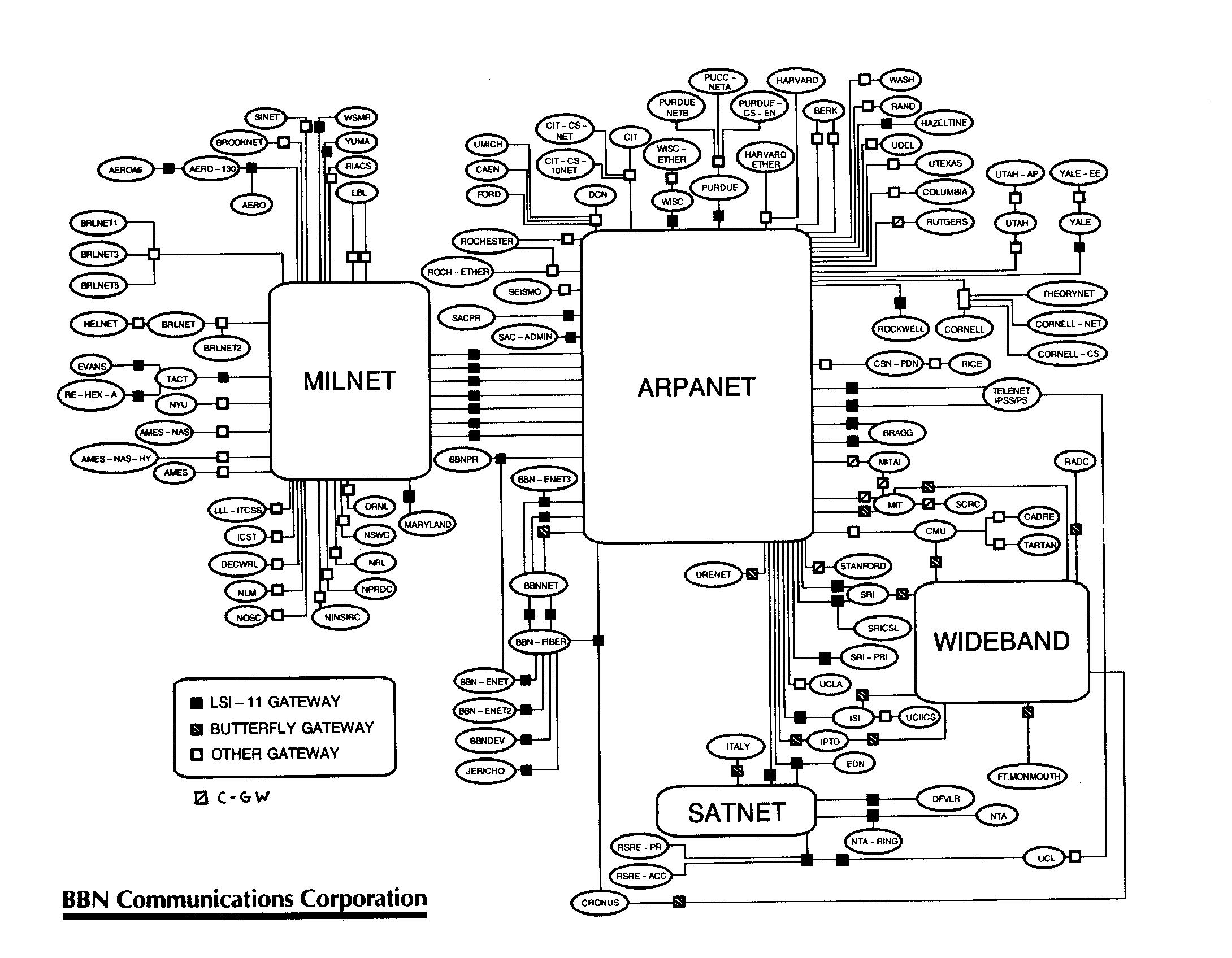
بي بي إن للتكنولوجيا (شركة) TCP/IP خريطة الإنترنت في أوائل عام 1986.

بعد أن كان ARPANET وتشغيلها لعدة سنوات، بحثت ARPA عن وكالة أخرى لتسليم الشبكة وكانت المهمة الرئيسية لARPA تمويل البحوث والتطوير المتطورة، وليس تشغيل أداة الاتصالات. في نهاية المطاف، في يوليو 1975، تم تسليم الشبكة إلى وكالة الاتصالات الدفاع وهي أيضا جزء من وزارة الدفاع. في عام 1983 تم قطع الجزء العسكري الأمريكي منARPANET كشبكة منفصلة، شبكة MILNET. أصبح MILNET في وقت لاحق NIPRNET غير العسكرية ولكن فقط العسكرية، بالتوازي مع SIPRNET مستوى سرى وJWICS سرية جدا وما فوق.NIPRNET لديها بوابات الأمن تسيطر على الإنترنت العامة.
وكانت الشبكات القائمة على شبكة ARPANET ممولة من الحكومة وبالتالي تقتصر على الاستخدامات غير التجارية مثل البحوث؛ تم حظر الاستخدام التجاري غير ذات الصلة منعا باتا. هذه الاتصالات مقيدة في البداية إلى المواقع العسكرية والجامعات. خلال الثمانينيات، توسعت الاتصالات إلى المزيد من المؤسسات التعليمية، وحتى لعدد متزايد من الشركات مثل شركة المعدات الرقمية وشركة هوليت-باكارد التي كانت تشارك في مشاريع بحثية أو تقديم الخدمات لأولئك الذين كانوا.
وأصبحت عدة فروع أخرى للحكومة الأمريكية، والإدارة الوطنية للملاحة الجوية والفضاء (NASA)، والمؤسسة الوطنية للعلوم (NSF)، وإدارة الطاقة (DOE) تشارك بشكل كبير في بحوث الإنترنت، وبدأت في تطوير خلف ل أربانيت. وفي منتصف الثمانينيات، قامت جميع هذه الفروع الثلاثة بتطوير أول شبكات منطقة واسعة تستند إلى بروتوكول TCP/IP وضعت ناسا شبكة العلوم ناسا، وNSF طورت CSNET وطورت وزارة الطاقة شبكة علوم الطاقة أوESNet.

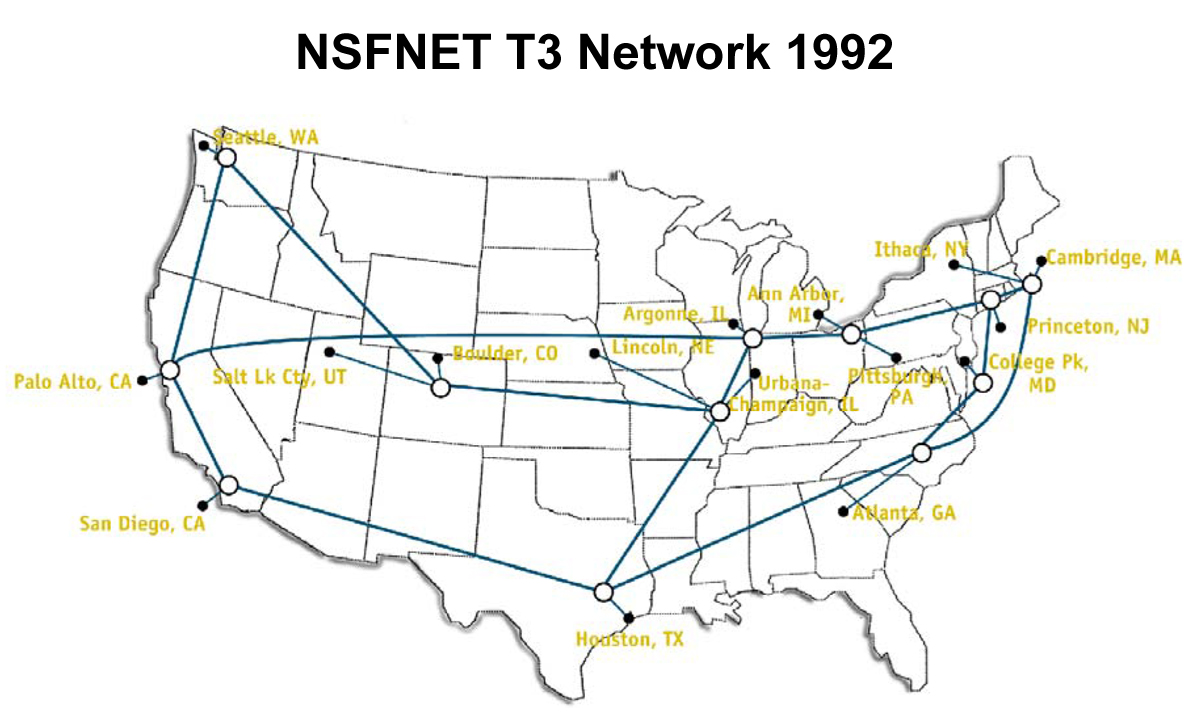
T3 NSFNET العمود الفقرى c. 1992

قامت ناسا بتطوير شبكة ناسا للعلوم (NSN) القائمة على TCP/IP في منتصف الثمانينات وربط علماء الفضاء بالبيانات والمعلومات المخزنة في أي مكان في العالم. وفي عام 1989 جمعت شبكة تحليل الفيزياء الفضائية المستندة إلى شبكة المعلومات الفضائية (SPAN) وشبكة ناسا للعلوم القائمة على بروتوكول TCP/IP و NSN في مركز أبحاث أميس التابع لوكالة ناسا التي أنشأت أول شبكة واسعة النطاق متعددة البروتوكولات تسمى (NASA Science Network اوNSN). وقد تم إنشاء المعهد الوطني للبحوث الفضائية (NSI) لتوفير بنية تحتية متكاملة للاتصالات بالكامل إلى مجتمع ناسا العلمي للنهوض بالفضاء الأرضي والفضائي وعلوم الحياة. وبوصفها شبكة دولية عالية السرعة، متعددة البروتوكولات وفرت الرابطة اتصالا مع أكثر من 20 ألف عالم في جميع القارات السبع.
في عام 1981 دعمت نسف تطوير شبكة علوم الحاسب الآلي (CSNET ,(CSNET متصلة مع ARPANET باستخدامTCP/IP وركض TCP/IP على X.25 لكنه دعم أيضا الإدارات دون اتصالات شبكة متطورة وذلك باستخدام الآلي تبادل البريد الهاتفي الطلب.
في عام 1986 أنشأت جبهة الخلاص الوطني NSFNET وهو العمود الفقري 56 kbit/s لدعم مراكز الحوسبة الفائقة التي ترعاها جبهة الخلاص الوطني. كما قدمت شبكة NSFNET الدعم لإنشاء شبكات إقليمية للبحث والتعليم في الولايات المتحدة ولربط شبكات الجامعات الجامعية والكليات بالشبكات الإقليمية  ولم يقتصر استخدام شبكة NSFNET والشبكات الإقليمية على مستخدمي الحواسيب الفائقة وأصبحت شبكة 56 kbit/s بسرعة أكبر. تم ترقية NSFNET إلى 1.5 ميغابت / ثانية في عام 1988 بموجب اتفاق تعاوني مع شبكة الاستحقاق في شراكة مع آي بي إم، MCI ولاية ميشيغان وسمح وجود شبكة نسفنيت وإنشاء مبادلات الإنترنت الاتحادية (FIXes) بوقف تشغيل شبكة أربانت في عام 1990. وتم توسيع نطاق شبكة NSFNET ورفع مستواها إلى 45 ميغابت / ثانية في عام 1991 وتم إلغاؤها في عام 1995 عندما حلت محلها قطاعات أساسية تديرها عدة مقدمي خدمات الإنترنت التجارية.
.

#### الانتقال نحو الإنترنت
اعتمد مصطلح «الإنترنت» في أول RFC تم نشره على TCP بروتوكول (RFC 675 برنامج التحكم في نقل الإنترنت ديسمبر 1974 كخيار لمصطلح إنترنيتوركينغ وتم استخدام المصطلحين بالتبادل بشكل عام وكان الإنترنت أي شبكة باستخدام حزمة بروتوكولات الإنترنت كان في الوقت الذي كانت فيه ARPANET مترابطة مع NSFNET في أواخر 1980s، أن المصطلح كان يستخدم كاسم الشبكة والإنترنت كونها شبكة TCP/IP كبيرة وعالمية.
ومع زيادة الاهتمام بالشبكات ووضع تطبيقات جديدة لها انتشرت تكنولوجيات الإنترنت في بقية أنحاء العالم ويعني النهج الشبكي الملزم في حزمة بروتوكولات الإنترنت أنه من السهل استخدام أي بنية أساسية للشبكة القائمة مثل شبكة IPSS X.25 لنقل حركة الإنترنت وفي عام 1984 حلت جامعة كوليدج لندن محل وصلاتها عبر الأقمار الصناعية عبر الأطلسي مع TCP/IP عبر IPSS.
العديد من المواقع غير قادرة على ربط مباشرة إلى شبكة الإنترنت إنشاء بوابات بسيطة لنقل البريد الإلكتروني وتطبيق أهم من الوقت. المواقع التي تستخدم فقط الاتصالات المتقطعة تستخدم UUCP أو FidoNet واعتمدت على البوابات بين هذه الشبكات والإنترنت وذهبت بعض خدمات البوابة إلى ما هو أبعد من البسيط للبريد مثل السماح بالوصول إلى مواقع بروتوكول نقل الملفات (FTP) عن طريق UUCP أو البريد.
وأخيرا، تم تطوير تكنولوجيات التوجيه للإنترنت لإزالة جوانب التوجيه المركزية المتبقية وتم استبدال بروتوكول البوابة الخارجية (EGP) ببروتوكول جديد وهو بروتوكول بوابة الحدود (بروتوكول توجيه بين بوابات). وهذا يوفر طوبولوجيا متشابكة للإنترنت وخفض العمارة المركزية التي أكدها ARPANET في عام 1994و تم إدخال التوجيه غير المتداخل بين النطاقات (CIDR) لدعم حفظ أفضل لمساحة العنوان مما سمح باستخدام تجميع المسار لتقليل حجم جداول التوجيه.

### TCP/IP يذهب عالميا (1980s)

#### CERN والإنترنت الأوروبي ووصلة إلى المحيط الهادئ وخارجها
بين عامي 1984 و 1988 بدأت CERN تركيب وتشغيل TCP/IP لربط أنظمة الكمبيوتر الداخلية الرئيسية، ومحطات العمل، وأجهزة الكمبيوتر ونظام التحكم في التسارع. واصلت سيرن تشغيل نظام محدود ذاتي محدود (سيرنيت) داخليا وعدة بروتوكولات شبكة غير متوافقة (عادة ما تكون مملوكة) خارجيا وكانت هناك مقاومة كبيرة في أوروبا نحو استخدام برنامج التعاون الفني / الملكية الفكرية على نطاق أوسع، وظلت شبكات إنترن TCP/IP الداخلية معزولة عن الإنترنت حتى عام 1989.
في عام 1988 زار دانيال كارنبرغ من سنتروم ويسكوند & إنفورماتيكا (CWI) في أمستردام بن سيجال منسق CERN TCP/IP وتبحث عن المشورة حول انتقال الجانب الأوروبي من شبكة UUCP Usenet (والكثير منها مر فوق X. 25 وصلات) إلى TCP/IP وفي عام 1987، التقى بن سيجال مع لين بوساك من شركة Cisco الصغيرة التي كانت لا تزال صغيرة فيما يتعلق بشراء بعض أجهزة التوجيه TCP/IP CERN وتمكن من تقديم نصيحة كارنبرغ وإحالته إلى Cisco للأجهزة المناسبة وقد وسع هذا الجزء الأوروبي من شبكة الإنترنت عبر شبكات UUCP الحالية وفي عام 1989 افتتحت CERN أول وصلات خارجية حزمة بروتوكولات الإنترنت لها. وتزامن هذا مع إنشاء ريسوكس إب يوروبينز (RIPE) في البداية مجموعة من مسؤولي شبكة الملكية الفكرية الذين اجتمعوا بانتظام للقيام بأعمال التنسيق معا وفي وقت لاحق في عام 1992 تم تسجيل ريب رسميا باعتبارها تعاونية في أمستردام.
وفي نفس الوقت الذي شهد فيه ظهور شبكات الإنترنت في أوروبا وتم إنشاء شبكات مخصصة ل ARPA وبين الجامعات الأسترالية، على أساس تقنيات مختلفة مثل X.25 و UUCPNet وكانت هذه محدودة في اتصالها بالشبكات العالمية، وذلك بسبب تكلفة جعل الفردية أوك الطلب الهاتفي الدولي أو X.25 الاتصالات في عام 1989 انضمت الجامعات الأسترالية إلى الدفع نحو استخدام بروتوكولات الملكية الفكرية لتوحيد بنيتها التحتية للشبكات وتم تشكيل AARNet في عام 1989 من قبل لجنة نائب المستشار الأسترالي وقدمت شبكة مخصصة للملكية الفكرية لأستراليا.
وبدأت الإنترنت في اختراق آسيا في الثمانينات وفي مايو 1982 أصبحت كوريا الجنوبية البلد الثاني الذي أنشأ بنجاح شبكة آي بي في4 TCP/IP. اليابان التي قامت ببناء الشبكة القائمة على شبكة UUCP في JUNET في عام 1984 وربطت مع NSFNET في عام 1989 واستضافت الاجتماع السنوي لجمعية الإنترنت، INET'92 في كوبي وضعت سنغافورة TECHNET في عام 1990 واكتسبت تايلاند اتصال إنترنت عالمي بين جامعة تشولالونكورن و UUNET في عام 1992 .

#### وتظهر «الفجوة الرقمية» العالمية المبكرة

مستخدمي الإنترنت في عام 2015 كنسبة مئوية من سكان البلدSource: الاتحاد الدولي للاتصالات.

اشتراكات الإنترنت الثابتة عريضة النطاق في عام 2012
كنسبة مئوية من سكان البلدSource: الاتحاد الدولي للاتصالات.

اشتراكات الإنترنت ذات النطاق العريض المتنقل في عام 2012
كنسبة مئوية من سكان البلدSource: الاتحاد الدولي للاتصالات.

وفي حين أن البلدان المتقدمة النمو التي لديها هياكل أساسية تكنولوجية تنضم إلى شبكة الإنترنت وبدأت البلدان النامية تعاني من فجوة إلكترونية تفصلها عن شبكة الإنترنت وعلى أساس قاري أساسا تقوم هذه المنظمات ببناء منظمات لإدارة موارد الإنترنت وتقاسم الخبرات التشغيلية مع دخول المزيد والمزيد من مرافق النقل حيز التنفيذ.

##### افريقيا
وفي بداية التسعينيات، اعتمدت البلدان الأفريقية على X.25 IPSS و 2400 مودم من وصلات UUCP من أجل الاتصالات الحاسوبية الدولية والشبكية.
وفي أغسطس 1995 أنشأت شركة إنفوميل أوغاندا Ltd. وهي شركة خاصة في كمبالا تعرف الآن باسم إنفوكوم، وشبكة خدمات NSN في أفون كولورادو التي بيعت في عام 1997 والتي تعرف الآن باسم «كلير تشانل ساتليت» خدمة إنترنت سلكي عالي السرعة وكان اتصال البيانات يحمله في الأصل قمر صناعي روسي من طراز C-Band RSCC ويتصل بمكاتب كمبالا في إنفوميل مباشرة إلى نقطة وجود MAE-West في شبكة NSN باستخدام شبكة خاصة من محطة NSN المؤجرة في نيو جيرسي وكان أول اتصال قمرى من إنفوكوم هو 64 كيلوبت / ثانية فقط وهو يخدم جهاز كمبيوتر مضيف الشمس واثنا عشر مودما للاتصال الهاتفي من US Robotics.
وفي عام 1996 بدأ مشروع ممول من الوكالة الأمريكية للتنمية الدولية وهو مبادرة ليلاند والعمل على تطوير الاتصال الكامل بالإنترنت في القارة واكتسبت غينيا وموزامبيق ومدغشقر ورواندا محطات أرضية في عام 1997 تلتها ساحل العاج وبنين في عام 1998.
وتقوم أفريقيا ببناء بنية تحتية للإنترنت تديرAfriNIC ومقرها في موريشيوس تخصيص عنوان IP للقارة وكما هو الحال في مناطق الإنترنت الأخرى هناك منتدى تشغيلي ومجتمع الإنترنت لأخصائيي الشبكات التشغيليين.
هناك العديد من البرامج لتوفير محطة نقل عالية الأداء والسواحل الغربية والجنوبية لديها كبل بصري تحت البحر وتنضم الكابلات عالية السرعة إلى شمال أفريقيا والقرن الأفريقي إلى أنظمة الكابلات العابرة للقارات وتطوير الكبل البحري أبطأ في شرق أفريقيا؛ فإن الجهد المشترك الأصلي بين الشراكة الجديدة من أجل تنمية أفريقيا (Eassy) ونظام الغواصة في شرق أفريقيا قد انفصل وقد يصبح جهدا.

##### اسيا والمحيطات
ويقوم مركز معلومات شبكة آسيا والمحيط الهادئ (APNIC) ومقره في أستراليا بإدارة تخصيص عناوين بروتوكول الإنترنت في القارة. ويرعى APNIC منتدى تشغيليا وهو المؤتمر الإقليمي لآسيا والمحيط الهادئ بشأن التكنولوجيات التشغيلية (APRICOT).
أول شبكة إنترنت في كوريا الجنوبية، بدأ تشغيل شبكة تطوير النظام (SDN) في 15 مايو 1982. وقد تم ربط SDN مع بقية العالم في أغسطس 1983 باستخدام (UUCP) متصلة بشبكة CSNET في ديسمبر 1984؛ وربطها رسميا بشبكة الإنترنت الأمريكية في عام 1990.
في عام 1991 شهدت جمهورية الصين الشعبية أول شبكة كلية حزمة بروتوكولات الإنترنت جامعة تونيت تينغهوا وواصلت لجان المقاومة الشعبية إجراء أول اتصال عالمي لها بالإنترنت في عام 1994 وبين التعاون بين مطياف الطيف الكهربي في بكين ومركز المعجل الخطي لجامعة ستانفورد ومع ذلك واصلت الصين تنفيذ الفجوة الرقمية الخاصة بها من خلال تنفيذ مرشح المحتوى على مستوى البلاد.

##### أمريكا اللاتنية
وكما هو الحال مع المناطق الأخرى، يدير سجل عناوين الإنترنت في أمريكا اللاتينية ومنطقة البحر الكاريبي (LACNIC) مساحة عناوين بروتوكول الإنترنت IP والموارد الأخرى المخصصة لمناطقها تقوم LACNIC ومقرها في أوروغواي بتشغيل DNS root وreverse DNS والخدمات الرئيسية الأخرى.

### صعود الإنترنت العالمى (أواخر الثمانينات / أوائل التسعينات فصاعدا)
في البداية كما هو الحال مع شبكاتها السابقة فإن النظام الذي سوف يتطور إلى الإنترنت كان أساسا للاستخدام الحكومي.
ومع ذلك أصبح الاهتمام بالاستخدام التجاري للإنترنت بسرعة موضوعا محل نقاش وعلى الرغم من أن الاستخدام التجاري محظور فإن التعريف الدقيق للاستخدام التجاري غير واضح وغير موضوعي. ولم يكن لدى شبكة UUCPNet و X.25 IPSS أي قيود من هذا القبيل مما سيؤدي في نهاية المطاف إلى منع الاستخدام الرسمي لشبكة UUCPNet لاتصالات ARPANET و NSFNET. (ومع ذلك لا تزال بعض وصلات UUCP متصلة بهذه الشبكات، حيث يغفل المشرفون عملية التشغيل.)

عدد مضيفي الإنترنت في جميع أنحاء العالم: 1969-2012Source: Internet Systems Consortium.

ونتيجة لذلك في أواخر الثمانينيات، شكلت أول شركة مقدمة لخدمات الإنترنت وشكلت شركات مثل PSINet وUUNET و Netcom وPortal Software لتقديم الخدمة لشبكات البحوث الإقليمية وتوفير الوصول إلى الشبكة البديلة و UUCP القائم على البريد الإلكتروني و Usenet الأخبار للجمهور وكان أول مزود خدمة إنترنت تجاري في الولايات المتحدة هو العالم الذي افتتح في عام 1989 .
في عام 1992 أصدر الكونغرس الأمريكي قانون العلوم والتكنولوجيا المتقدمة، 42 U.S.C. § 1862 (g)، الذي سمح ل NSF بدعم وصول مجتمعات البحث والتعليم إلى شبكات الكمبيوتر التي لم تستخدم فقط لأغراض البحث والتعليم مما سمح ل نسفنيت بالربط مع الشبكات التجارية. وقد أثار هذا الجدل داخل مجتمع البحث والتعليم والذين كانوا مهتمين بالاستخدام التجاري للشبكة قد يؤدي إلى شبكة إنترنت كانت أقل استجابة لاحتياجاتهم وداخل مجتمع مقدمي الخدمات التجارية الذين رأوا أن الإعانات الحكومية تعطي ميزة غير عادلة لبعض المنظمات.
وبحلول عام 1990 تحققت أهداف شبكة ARPANET وتجاوزت تكنولوجيات الشبكات الجديدة النطاق الأصلي وانتهى المشروع ومن بين مقدمي خدمات الشبكة الجدد بما في ذلك PSINet و Alternet و CERFNet و ANS CO+RE وكثيرين آخرين وإمكانية الوصول إلى الشبكة للعملاء التجاريين. لم تعدNSFNET العمود الفقري الفعلي ونقطة التبادل للإنترنت وقد أصبح تبادل الإنترنت التجاري (CIX)، وتبادل المناطق الحضرية (MAEs) وبعد ذلك نقاط النفاذ إلى الشبكة (NAPs) هي الترابط الأساسي بين العديد من الشبكات وانتهت القيود النهائية على نقل حركة المرور التجارية في 30 أبريل 1995 عندما انتهت المؤسسة الوطنية للعلوم رعايتها لخدمة العمود الفقري NSFNET وانتهت الخدمة. وقدمت جبهة الخلاص الوطني الدعم الأولي لخطط العمل الوطنية والدعم المؤقت لمساعدة شبكات البحوث والتعليم الإقليمية على الانتقال إلى مقدمي خدمات الإنترنت التجارية. كما رعت جبهة الخلاص الوطني خدمة الشبكة العمود الفقري عالية السرعة (vBNS) التي استمرت في تقديم الدعم لمراكز الحوسبة الفائقة والبحث والتعليم في الولايات المتحدة.

#### شبكة الويب العالمية وإدخال المتصفحات
شبكة الويب العالمية (التي يتم اختصارها أحيانا «ووو» أو "W3") هي مساحة معلومات حيث يتم تحديد الوثائق وموارد الويب الأخرى بواسطة عناوين URI المترابطة مع روابط النص التشعبي ويمكن الوصول إليها عبر الإنترنت باستخدام متصفح ويب وتطبيقات على شبكة الإنترنت. وقد أصبح يعرف ببساطة باسم «الويب». واعتبارا من 2010s الشبكة العالمية هي الأداة الرئيسية التي تستخدمها المليارات للتفاعل على شبكة الإنترنت وقد غيرت حياة الناس بشكل لا يمكن قياسه.
وظهرت السلائف إلى متصفح الويب في شكل تطبيقات ذات ارتباط تشعبي خلال منتصف وأواخر الثمانينيات (كان المفهوم العاري للارتباط التشعبي قد وجد منذ ذلك الحين لعدة عقود). بعد ذلك، ينسب تيم بيرنرز-لي إلى اختراع الشبكة العالمية في عام 1989 وتطوير أول خادم ويب في عام 1990 وأول متصفح ويب يدعى WorldWideWeb ثم أعيد تسمية Nexus لاحقا. العديد من الآخرين تم تطويرها قريبا مع مارك أندرسن في عام 1993 موزيك (نيتسكيب في وقت لاحق) كونها سهلة الاستخدام بشكل خاص وتركيب وغالبا ما يعزى الفضل في إثارة طفرة الإنترنت في 1990s. اليوم ومتصفحات الويب الرئيسية هي فايرفوكس، إنترنت إكسبلورر، جوجل كروم، أوبرا وسفاري.
تم إطلاق دفعة في مستخدمي الإنترنت في سبتمبر 1993 من قبل NCSA Mosaic وهو متصفح رسومي الذي ركض في نهاية المطاف على العديد من المكاتب الشعبية وأجهزة الكمبيوتر المنزلية. وكان هذا أول متصفح ويب يهدف إلى جلب محتوى الوسائط المتعددة إلى المستخدمين غير التقنيين وبالتالي شملت الصور والنصوص على نفس الصفحة على عكس تصاميم المتصفح السابقة؛  مؤسسها مارك أندريسن أنشأت أيضا الشركة التي في عام 1994 نتسكيب نافيجاتور والتي أسفرت عن واحدة من حروب المتصفح في وقت مبكر عندما انتهى المطاف في منافسة للهيمنة مع مايكروسوفت ويندوز "إنترنت إكسبلورر وتم رفع القيود المفروضة على الاستخدام التجاري في عام 1995 الخدمة عبر الإنترنت أمريكا أون لاين (إيه أو إل) عرضت للمستخدمين اتصال بالإنترنت عبر المتصفح الداخلي الخاص بهم.

#### استخدام في المجتمع على نطاق أوسع 1990s إلى أوائل 2000s (ويب 1.0)
خلال العقد الأول أو نحو ذلك من شبكة الإنترنت العامة فإن التغييرات الهائلة التي ستمكن في نهاية المطاف في 2000s لا تزال الوليدة ومن حيث توفير السياق لهذه الفترة، استخدمت الأجهزة الخلوية المتنقلة («الهواتف الذكية» وغيرها من الأجهزة الخلوية) التي توفر اليوم إمكانية الوصول شبه الشامل، للأعمال التجارية وليس من الأدوات المنزلية الروتينية التي يملكها الآباء والأطفال في جميع أنحاء العالم. أما وسائل التواصل الاجتماعي بالمعنى الحديث فلم تتحقق بعد وكانت أجهزة الكمبيوتر المحمولة ضخمة ولم يكن لدى معظم الأسر حواسيب وكانت معدلات البيانات بطيئة وكان معظم الناس يفتقرون إلى وسائل الفيديو أو رقمنة الفيديو حتى مواقع مثل يوتيوب لم يكن موجودا حتى الآن تخزين وسائل الاعلام كان ينتقل ببطء من الشريط التناظرية إلى الأقراص الضوئية الرقمية (DVD وإلى حد ما لا يزال floppy disc إلى CD) وقد مكنت التقنيات التمكينية المستخدمة منذ أوائل القرن الحادي والعشرين مثل PHP وmodern Javascript و Java من تقنيات مثلAJAX و HTML 4 (وتركيزها على صفحات الطرز المتراصة) وأطر البرامج المختلفة التي مكنت وتبسيط سرعة تطوير الويب وانتظرت إلى حد كبير الاختراع واعتمادها على نطاق واسع في نهاية المطاف.
واستخدمت شبكة الإنترنت على نطاق واسع في القوائم البريدية ورسائل البريد الإلكتروني والتجارة الإلكترونية والتسوق عبر الإنترنت في وقت مبكر شعبية (أمازون (شركة) وeBay على سبيل المثال) والمنتديات على الإنترنت ولوحات الإعلانات، والمواقع الشخصية والمدونات، واستخدام ينمو بسرعة، ولكن من خلال معايير أكثر حداثة كانت الانظمة المستخدمة ثابتة وانعدام املشاركة الجتماعية الواسعة النطاق وانتظرت عددا من الأحداث في أوائل العقد الأول من القرن العشرين للتغيير من تكنولوجيا الاتصالات لتصبح تدريجيا جزءا أساسيا من البنية التحتية للمجتمع العالمي.
عناصر التصميم النموذجية لهذه المواقع «ويب 1.0» عصر شملت صفحات ثابتة بدلا من هتمل الديناميكي؛  المحتوى خدم من أنظمة الملفات بدلا من قواعد البيانات العلائقية صفحات بنيت باستخدام الجانب الخادم يشملCGI بدلا من تطبيق ويب مكتوبة بلغة البرمجة الديناميكية هتعمل 3.2 هياكل عصر مثل الإطارات والجداول لإنشاء تخطيطات الصفحة ودفتر الزوار عبر الإنترنت والإفراط في استخدام أزرارGIF والرسومات الصغيرة المشابهة التي تروج لعناصر معينة؛  وأشكال هتمل المرسلة عبر البريد الإلكتروني وكان الدعم للبرمجة جانب الخادم نادرا على الخوادم المشتركة بحيث كانت آلية التغذية المرتدة المعتادة عبر البريد الإلكتروني وذلك باستخدام نماذج مايلتو وبرنامج البريد الإلكتروني الخاص بهم.
وخلال الفترة من عام 1997 إلى عام 2001، حدثت أول فقاعة استثمارية للمضاربة تتعلق بالإنترنت حيث كانت شركات «دوت كوم» (التي تشير إلى نطاق «المستوى الأعلى» الذي تستخدمه الشركات) تدفع إلى التقييمات المرتفعة للغاية حيث أن المستثمرين ارتفاع أسعار الأسهم بسرعة، تليها انهيار السوق أول فقاعة دوت كوم ولكن هذا فقط تباطأ مؤقتا الحماس والنمو والتي تعافت بسرعة واستمر في النمو.
وقد حدثت التغييرات التي من شأنها أن تدفع الإنترنت إلى مكانها كنظام اجتماعي خلال فترة قصيرة نسبيا لا تزيد عن خمس سنوات بدءا من عام 2004. وشملت هذه التغييرات ما يلي:
- الدعوة إلى «ويب 2.0» في عام 2004 (اقترح لأول مرة في عام 1999)،:* تسريع اعتماد وتسليم السلع المنزلية الضرورية (مثل الحواسيب).
- تسريع تكنولوجيا التخزين وسرعات الوصول إلى البيانات - ظهرت محركات الأقراص الصلبة واستولت من أقراص أصغر حجما وأبطأ ونمت من ميغابايت إلى غيغابايت (وبحلول عام 2010، تيرابايت) ذاكرة الوصول العشوائي من مئات الكيلوبايت إلى غيغابايت كمبالغ نموذجية على نظام وإيثرنت، التكنولوجيا تمكين لTCP/IP انتقلت من سرعات مشتركة من كيلوبتس إلى عشرات ميغابتس في الثانية إلى جيغابيتس في الثانية الواحدة.
- الإنترنت عالي السرعة وتغطية أوسع للاتصالات البيانات وبأسعار أقل مما يسمح بمعدلات حركة أكبر وأكثر موثوقية حركة المرور أبسط، وحركة المرور من المزيد من المواقع،:* إن التصور المتسارع تدريجيا لقدرة الحواسيب على إيجاد وسائل ووسائل جديدة للتواصل، وظهور وسائل التواصل الاجتماعي ومواقع الويب مثل تويتر والفيسبوك إلى بروزها في وقت لاحق والتعاون العالمي مثل ويكيبيديا (التي كانت موجودة من قبل ولكن اكتسبت مكانة بارزة نتيجة)،

وبعد فترة وجيزة (حوالي 2007-2008 فصاعدا):
- ثورة المحمول التي وفرت الوصول إلى الإنترنت إلى الكثير من المجتمع البشري من جميع الأعمار في حياتهم اليومية وسمح لهم لتبادل ومناقشة وتحديث مستمر والاستفسار والرد.
- نمت ذاكرة الوصول العشوائي غير المتطايرة بسرعة في الحجم والموثوقية، وانخفضت في السعر، لتصبح سلعة قادرة على تمكين مستويات عالية من النشاط الحوسبة على هذه الأجهزة المحمولة الصغيرة وكذلك محركات الحالة الصلبة (SSD).
- التركيز على كفاءة الطاقة المعالج وتصميم الجهاز، بدلا من محض عالية قوة المعالجة وكان أحد المستفيدين من هذا هو إيه.آر.إم (معالج) وهي شركة بريطانية ركزت منذ 1980s على معالجات بسيطة ولكنها منخفضة التكلفة بسيطة. العمارة ARM اكتسبت بسرعة الهيمنة في السوق للجوال والأجهزة جزءا لا يتجزأ.

مع الدعوة إلى ويب 2.0 تم تسمية الفترة حتى حوالي 2004-2005 بأثر رجعي ووصف من قبل البعض كما ويب 1.0.[بحاجة لمصدر]

#### ويب 2.0
ويصف مصطلح «ويب 2.0» مواقع الويب التي تؤكد على المحتوى الذي ينشئه المستخدم (بما في ذلك التفاعل بين المستخدم والمستخدم) وسهولة الاستخدام وقابلية التشغيل البيني وظهرت لأول مرة في مقال بعنوان «المستقبل المجزأ» في كانون الثاني / يناير 1999 كتبته دارسي دينوتشي وهي مستشارة في تصميم المعلومات الإلكترونية حيث كتبت:
«إن الويب الذي نعرفه الآن، والذي يحمل في نافذة المتصفح في سكرات ثابتة أساسا، هو مجرد جنين من شبكة الإنترنت القادمة، وبدأت أول غليمرينغز من ويب 2.0 في الظهور، ونحن مجرد بداية لنرى كيف أن هذا الجنين قد سوف يكون مفهوما أن شبكة الإنترنت ليست بمثابة سكرينفولز من النص والرسومات ولكن كآلية النقل الأثير التي من خلالها التفاعل يحدث وسوف تظهر [...] على شاشة الكمبيوتر، [...] على جهاز التلفزيون الخاص بك [ ...] لوحة القيادة سيارتك [...] الهاتف الخليوي الخاص بك [...] باليد آلات لعبة [...] ربما حتى فرن الميكروويف الخاص بك.»
وقد ظهر هذا المصطلح خلال الفترة 2002-2004  وحظي باهتمام كبير في أواخر عام 2004 بعد عرضين قدمهما تيم أوريلي وديل دوغيرتي في أول مؤتمر ويب 2.0. في ملاحظاتهم الافتتاحية حدد جون باتيل وتيم أورايلي تعريفهما ل «الويب كمنصة» حيث يتم بناء تطبيقات البرمجيات على الويب بدلا من سطح المكتب والجانب الفريد من هذه الهجرة كما يقولون هو أن «العملاء يبنون عملك من أجلك» وقالوا إن أنشطة المستخدمين الذين يولدون المحتوى (في شكل أفكار أو نصوص أو مقاطع فيديو أو صور) يمكن «تسخيرها» لخلق القيمة.
لا يشير ويب 2.0 إلى تحديث لأي مواصفات فنية، وإنما بالأحرى إلى التغييرات التراكمية في طريقة عمل صفحات الويب واستخدامها. يصف ويب 2.0 نهجا، حيث تركز المواقع بشكل كبير على السماح للمستخدمين بالتفاعل والتعاون مع بعضهم البعض في حوار وسائل التواصل الاجتماعي كمنشئين للمحتوى الذي ينشئه المستخدمون في مجتمع افتراضي وعلى النقيض من مواقع الويب التي يقتصر فيها الأشخاص على السلبي عرض المحتوى وتشمل أمثلة ويب 2.0 مواقع الشبكات الاجتماعية، والمدونات، والويكي، والفولكسونومات، ومواقع مشاركة الفيديو، والخدمات المستضافة، وتطبيقات الويب، والمزج. وصف تيري فليو في طبعته الثالثة من وسائل الإعلام الجديدة ما يعتقد أنه يميز الاختلافات بين ويب 1.0 وويب 2.0.
«الانتقال من المواقع الشخصية إلى بلوق وبلوق تجميع الموقع من النشر إلى المشاركة، من محتوى على شبكة الإنترنت ونتيجة لاستثمارات كبيرة أمام عملية مستمرة وتفاعلية، ومن أنظمة إدارة المحتوى إلى الروابط القائمة على وضع العلامات (فولكسونومي)».
شهد هذا العصر العديد من الأسماء المنزلية تكتسب أهمية من خلال عملياتها الموجهة للمجتمع المحلي - يوتيوب، تويتر، الفيسبوك، رديت ويكيبيديا بعض الأمثلة.

#### ثورة المحمول
وكانت عملية التغيير التي وصفت عموما بأنها «ويب 2.0» نفسها تتسارع إلى حد كبير وتحولت بعد وقت قصير فقط من النمو المتزايد في الأجهزة النقالة وهذه الثورة المتنقلة تعني أن أجهزة الكمبيوتر في شكل الهواتف الذكية أصبحت شيئا يستخدمه العديد من الناس وأخذ معهم في كل مكان وتواصل معهم وتستخدم للصور ومقاطع الفيديو التي شاركوا على الفور أو للتسوق أو طلب المعلومات «على هذه الخطوة» - وتستخدم اجتماعيا كما معارضة البنود على مكتب في المنزل أو مجرد استخدامها للعمل.
وأصبحت الخدمات القائمة على الموقع والخدمات التي تستخدم الموقع ومعلومات الاستشعار الأخرى والتعهيد الجماعي (في كثير من الأحيان ولكن ليس دائما على أساس الموقع)، شائعة، مع الوظائف الموسومة حسب الموقع، أو المواقع والخدمات تصبح موضع علم. أصبحت مواقع الويب التي تستهدف الجوال (مثل "m.website.com") شائعة، وقد صممت خصيصا للأجهزة الجديدة المستخدمة نت بوك وألترابوك و 4G وواي فاي على نطاق واسع ، ورقائق المحمول قادرة أو تعمل في ما يقرب من قوة أجهزة الكمبيوتر المكتبية من قبل سنوات عديدة قبل على استخدام الطاقة أقل بكثير وأصبحت عوامل تمكين هذه المرحلة من تطوير الإنترنت، وظهور مصطلح «التطبيق» (اختصار ل «برنامج التطبيق» أو «برنامج») كما فعل «المتجر».

### الشبكات في الفضاء الخارجي
تم إنشاء أول وصلة إنترنت إلى مدار أرضي منخفض في 22 يناير 2010 عندما نشر رائد الفضاء تي. جيه كريمر أول تحديث بلا تحفظ لحسابه على تويتر من محطة الفضاء الدولية، مما يمثل امتدادا للإنترنت إلى الفضاء. (كان رواد الفضاء في محطة الفضاء الدولية قد استخدموا البريد الإلكتروني وتويتر من قبل، ولكن تم نقل هذه الرسائل إلى الأرض من خلال وصلة بيانات ناسا قبل أن يتم نشرها من قبل وكيل البشرية). هذا الوصول الشخصي على شبكة الإنترنت التي ناسا تدعمها الآن يستخدم عالية السرعة Ku band الميكروويف وصلة محطة لتصفح الإنترنت ويمكن لرواد الفضاء استخدام جهاز كمبيوتر محمول للمحطة للتحكم في جهاز كمبيوتر سطح المكتب على الأرض ويمكنهم التحدث إلى عائلاتهم وأصدقائهم على الأرض باستخدام أجهزة الصوت عبر بروتوكول الإنترنت .
وكان الاتصال بالمركبات الفضائية خارج مدار الأرض تقليديا فوق وصلات من نقطة إلى نقطة من خلال شبكة الفضاء العميق ويجب أن يكون كل رابط من هذه البيانات مجدولا يدويا وأن يتم تهيئته وفي أواخر التسعينات بدأت ناسا وجوجل العمل على بروتوكول شبكة جديدة والشبكات المتسامحة للتأخير (DTN) التي تؤتمت هذه العملية وتتيح الربط الشبكي لعقد الإرسال المحمولة في الفضاء، وتأخذ في الاعتبار حقيقة أن المركبة الفضائية يمكن أن تفقد الاتصال مؤقتا لأنها تتحرك وراء أو القمر أو الكواكب أو لأن الطقس الفضائي يعطل الاتصال في ظل هذه الظروف تقوم DTN بإعادة إرسال حزم البيانات بدلا من إسقاطها كما يفعل بروتوكول إنترنت TCP/IP القياسي. أجرت ناسا أول اختبار ميداني لما تسميه «إنترنت الفضاء السحيق» في نوفمبر 2008. ويجري حاليا اختبار الاتصالات القائمة على شبكة النقل القائمة على الشبكة (DTN) بين محطة الفضاء الدولية والأرض (التي يطلق عليها الآن «الشبكات التي تتسبب بالتعطيل») منذ آذار / مارس 2009، ومن المقرر أن تستمر حتى آذار / مارس 2014.
ومن المفترض أن تتيح هذه التكنولوجيا الشبكية في نهاية المطاف للبعثات التي تنطوي على مركبات فضائية متعددة حيث يمكن أن يكون للاتصالات الموثوق بها بين السفن الأسبقية على الوصلات الهابطة من سفينة إلى أرضية. وفقا لبيان فبراير 2011 من جوجل Vint Cerf ما يسمى ب «بروتوكولات حزمة» تم تحميلها على المركبة الفضائية بعثة EPOXI ناسا (الذي هو في مدار حول الشمس) وتم اختبار الاتصالات مع الأرض على مسافة حوالي 80 ضوء ثواني.

## إدارة الإنترنت
وبوصفها شبكة موزعة عالميا من الشبكات المستقلة المترابطة طوعا تعمل شبكة الإنترنت بدون هيئة إدارية مركزية ولا تملك الإدارة المركزية أي تكنولوجيا أو سياسات، وتختار كل شبكة مكونة ما هي التقنيات والبروتوكولات التي ستنشرها من المعايير التقنية الطوعية التي وضعتها فرقة عمل هندسة الإنترنت (IETF). ومع ذلك على مدار تاريخها كله كان لدى نظام الإنترنت «هيئة أرقام الإنترنت المخصصة» (IANA) لتخصيص مختلف المعرفات التقنية اللازمة لتشغيل الإنترنت. توفر هيئة الإنترنت للأسماء والأرقام المخصصة (آيكان) الإشراف والتنسيق لمساحتين رئيسيتين في الإنترنت ومساحة عنوان بروتوكول الإنترنت ونظام أسماء النطاقات.

### NIC, InterNIC, IANA and ICANN
وقد تم تنفيذ وظيفة IANA في الأصل من قبل معهد علوم المعلومات التابع ل USC وقامت بتفويض أجزاء من هذه المسؤولية فيما يتعلق بالشبكة الرقمية ومعرفات النظام المستقل إلى مركز معلومات الشبكة (NIC) في معهد ستانفورد للأبحاث في مينلو بارك ، كاليفورنيا. قام جوناثان بوستل ISI بإدارة Iana وعمل كمحرر RFC وأداء أدوار رئيسية أخرى حتى وفاته المبكرة في عام 1998.
كما نمت أربانت في وقت مبكر، تمت الإشارة إلى المضيفين بالأسماء وسيتم توزيع ملف HOSTS.TXT من SRI إنترناشونال إلى كل مضيف على الشبكة ومع نمو الشبكة أصبح هذا الأمر مرهقا وجاء حل تقني في شكل نظام أسماء النطاقات، الذي أنشأه بول موكابتريس في عام 1983. وتناول مركز معلومات شبكة معلومات شبكة الدفاع (DDN-NIC) في SRI جميع خدمات التسجيل، بما في ذلك نطاقات المستوى الأعلى (.Til و .gov و .edu و .org و .net و .com و .us وإدارة خادم أسماء الجذر وتخصيصات أرقام الإنترنت بموجب عقد من عقود وزارة الدفاع الأمريكية. في عام 1991 منحت وكالة نظم معلومات الدفاع (DISA) إدارة وصيانة شبكة الاتصالات الوطنية (Inc)التي تديرها شركة SRI حتى هذه النقطة إلى شركة الأنظمة الحكومية والتي تعاقدت معها من الباطن إلى شبكة القطاع الخاص الصغيرة حلول شركة .
وقال إن التنوع الثقافي المتزايد للإنترنت يشكل أيضا تحديات إدارية للإدارة المركزية لعناوين بروتوكول الإنترنت وفي تشرين الأول / أكتوبر 1992 نشرت (مجموعة مهندسي شبكة الإنترنت) فرقة عمل هندسة الإنترنت (RFC 1366)  التي وصفت «نمو الإنترنت وعولمتها المتزايدة» وحددت الأساس لتطور عملية تسجيل الملكية الفكرية ونموذج التسجيل الموزع وشددت هذه الوثيقة على الحاجة إلى وجود سجل وحيد للإنترنت في كل منطقة جغرافية من العالم (وهو ما يمثل «أبعادا قارية»). وستكون السجلات «غير متحيزة ويعترف بها على نطاق واسع مقدمو الشبكة والمشتركون» داخل منطقتهم. وقد أنشئ مركز تنسيق شبكة ريب (RIPE NCC) كأول RIR في أيار / مايو 1992. وقد أنشئ المركز الإقليمي الثاني لمعلومات الإنترنت (RIR) وهو مركز معلومات شبكة آسيا والمحيط الهادئ (APNIC) في طوكيو في عام 1993 كمشروع تجريبي لمجموعة الشبكات في آسيا والمحيط الهادئ .
منذ هذه المرحلة من التاريخ كان معظم النمو على شبكة الإنترنت يأتي من مصادر غير عسكرية تقرر أن وزارة الدفاع لم تعد تمويل خدمات التسجيل خارج mil TLD وفي عام 1993، أنشأت المؤسسة الوطنية للعلوم الأمريكية بعد عملية مناقصة تنافسية في عام 1992 InterNIC لإدارة تخصيص عناوين وإدارة قواعد بيانات العناوين ومنحت العقد إلى ثلاث منظمات وسيتم توفير خدمات التسجيل من قبل حلول الشبكة؛ وسيتم توفير خدمات الدليل وخدمات قاعدة البيانات من قبل AT&T وستقدم الخدمات الإعلامية العامة من قبل إم كيو-1 بريداتور.
مع مرور الوقت وبعد التشاور مع IANAو IETF و RIPE NCC و APNIC ومجلس الاتصالات الفيدرالي (FNC) اتخذ قرار لفصل إدارة أسماء النطاقات من إدارة أرقام الملكية الفكرية. وفي أعقاب أمثلة RIPE NCC و APNIC أوصي بأن إدارة مساحة عنوانIP التي تديرها إنترنيك يجب أن تكون تحت سيطرة أولئك الذين يستخدمونها وتحديدا مقدمي خدمات الإنترنت ومنظمات المستخدمين النهائيين والشركات والجامعات والأفراد ونتيجة لذلك أنشئ السجل الأمريكي لأرقام الإنترنت (ARIN) في كانون الأول / ديسمبر 1997 كمؤسسة مستقلة لا تستهدف الربح بتوجيه من المؤسسة الوطنية للعلوم وأصبحت ثالث سجل إنترنت إقليمي .
في عام 1998 أعيد تنظيم كل من IANA ووظائف InterNIC المتعلقة بنظام أسماء النطاقات المتبقية تحت سيطرة آيكان وهي مؤسسة غير هادفة للربح في كاليفورنيا تعاقدت معها وزارة التجارة الأمريكية لإدارة عدد من المهام المتعلقة بالإنترنت وبما أن ھذه المھام تضمنت التنسیق الفني لمکانین أساسیین لاسم الإنترنت (أسماء DNS وعناوین IP) التي أنشأھا فریق عمل ھندسة الإنترنت (IETF) وقعت آيكان أیضا علی مذکرة تفاهم مع IAB لتحدید العمل الفني الذي ستقوم بھ ھیئة أرقام الإنترنت المخصصة. ظلت إدارة مساحة عنوان الإنترنت مع سجلات الإنترنت الإقليمية والتي تم تعريفها بشكل جماعي كمنظمة داعمة ضمن هيكل ICANN  توفر إيكان التنسيق المركزي لنظام DNS بما في ذلك تنسيق السياسات لنظام السجل مع التنافس بين مقدمي خدمات السجل لخدمة كل من نطاقات المستوى الأعلى والمسجلين المتنافسين المتنافسين الذين يقدمون خدمات DNS للمستخدمين النهائيين.

### مجموعة مُهندسي شبكة الإنترنت
إنّ مجموعة مهندسي شبكة الإنترنت (IETF) هي أكبر وأبرز عدد من المجموعات المخصصة ذات الصلة فضفاضة التي توفر التوجيه الفني للإنترنت بما في ذلك مجلس هندسة الإنترنت (IAB) ومجموعة التوجيه هندسة الإنترنت (IESG) وفرقة عمل بحوث الإنترنت (IRTF).
فريق عمل هندسة الإنترنت (IETF) عبارة عن مجموعة من المتطوعين الدوليين منظمة بشكل غير منظم وتساهم في هندسة وتطور تقنيات الإنترنت وهي الهيئة الرئيسية المشاركة في تطوير مواصفات قياسية الإنترنت الجديدة. یتم تنظیم الکثیر من عمل فریق عمل ھندسة الإنترنت (مجموعة مهندسي شبكة الإنترنت) في مجموعات عمل وغالبا ما يعتمد مجتمع الإنترنت جهود التقييس التي تتخذها مجموعات العمل، ولكن فريق عمل هندسة الإنترنت (مجموعة مهندسي شبكة الإنترنت) لا يسيطر على الإنترنت أو يقوم بدوريات.
نتج فريق عمل هندسة الإنترنت IETF من الاجتماع الفصلي للباحثين الممولين من الحكومة الأمريكية، بدءا من يناير 1986. تم دعوة الممثلين غير الحكوميين من قبل الاجتماع الرابع ل إيتف في أكتوبر 1986. تم تقديم مفهوم مجموعات العمل في الاجتماع الخامس في فبراير 1987. في تموز / يوليه 1987، الاجتماع الأول الذي حضره أكثر من مائة شخص. وفي عام 1992، تم تشكيل جمعية اإلنترنت، وهي جمعية عضوية مهنية، وبدأ إيتف العمل بموجبه كهيئة مستقلة للمعايير الدولية. عقد أول اجتماع إيتف خارج الولايات المتحدة في أمستردام، هولندا، في يوليو 1993. اليوم، يجتمع إيتف ثلاث مرات في السنة وكان الحضور مرتفعا كما كاليفورنيا. 2000 مشارك. وعادة ما تعقد واحدة من كل ثالثة اجتماعات ل إيتف في أوروبا أو آسيا. عدد الحاضرين غير الأميركيين هو عادة كاليفورنيا. 50٪، حتى في الاجتماعات التي عقدت في الولايات المتحدة.
فریق عمل ھندسة الإنترنت (IETF) لیس کیانا قانونیا، ولیس لھ مجلس إدارة ولا أعضاء ولا مستحقات وإن أقرب مركز يشبه العضوية موجود في قائمة بريد إيتف أو مجموعة عمل بريدية. متطوعو إيتف يأتون من جميع أنحاء العالم ومن أجزاء مختلفة من مجتمع الإنترنت يعمل IETF عن كثب مع فريق التوجيه الهندسي للإنترنت (IESG)  ومجلس هندسة الإنترنت (IAB) وتحت إشرافه. ويركز فريق عمل بحوث الإنترنت IRTF والفريق التوجيهي لبحوث الإنترنت IRSG وأنشطة األقران إلى IETF و IESG تحت اإلشراف العام ل IAB على قضايا البحث على المدى الطويل.

#### طلب للحصول على تعليقات
طلب التعليقات (RFCs) هي الوثائق الرئيسية لعمل IAB و IESG ومجموعة مهندسي شبكة الإنترنت و IRTF و RFC 1«هوست سوفتوار» كتبه ستيف كروكر في جامعة كاليفورنيا في أبريل 1969 قبل إنشاء IETF في الأصل كانت المذكرات التقنية توثق جوانب تطوير أربانيت وتحريرها جون بوستيل، أول محرر رك.
تغطي RFCs مجموعة واسعة من المعلومات من المعايير المقترحة ومشاريع المعايير والمعايير الكاملة وأفضل الممارسات والبروتوكولات التجريبية والتاريخ وغيرها من الموضوعات الإعلامية. يمكن أن يكتب RFCs من قبل الأفراد أو مجموعات غير رسمية من الأفراد ولكن العديد منها هي نتاج مجموعة عمل أكثر رسمية وتقدم المسودات إلى IESG إما من قبل الأفراد أو من قبل رئيس الفريق العامل. ويتلقى محرر RFC المعين من قبل IAB منفصلا عنIANA ويعمل بالتزامن مع IESG مسودات من IESG والتعديلات والصيغ ونشرها وبمجرد نشر RFC لا تنقح أبدا إذا كان المعيار يصف التغييرات أو معلوماته يصبح عفا عليها الزمن وسيتم إعادة نشر المعيار المنقح أو المعلومات المحدثة باعتبارهاRFC الجديدة التي «عفا عليها الزمن» الأصلي.

### مجتمع الإنترنت
جمعية الإنترنت (ISOC) هي منظمة دولية غير ربحية تأسست خلال عام 1992 «لضمان التطور المفتوح وتطور واستخدام الإنترنت لصالح جميع الناس في جميع أنحاء العالم». مع مكاتب بالقرب من واشنطن العاصمة، الولايات المتحدة الأمريكية، وفي جنيف، سويسرا، إيسوك لديها قاعدة عضوية تضم أكثر من 80 التنظيمية وأكثر من 50,000 أعضاء الفردية. ويشكل الأعضاء أيضا «فصولا» استنادا إلى الموقع الجغرافي المشترك أو المصالح الخاصة يوجد حاليا أكثر من 90 فصلا حول العالم.
وتقدم إيسوك الدعم المالي والتنظيمي لعمل هيئات إعداد المعايير التي تعمل على أساسها المنظمة وهي: فرقة عمل هندسة الإنترنت (IETF) ومجلس هندسة الإنترنت (IAB) ومجموعة توجيه هندسة الإنترنت (IESG) وهيئة تنظيم الإنترنت وفرقة عمل بحوث الإنترنت (IRTF) كما تشجع ISOC الفهم والتقدير لنموذج الإنترنت من العمليات المفتوحة والشفافة واتخاذ القرارات على أساس توافق الآراء.

### العولمة وحوكمة الإنترنت في القرن الحادي والعشرين
ومنذ التسعينيات كانت إدارة الإنترنت وتنظيمها ذات أهمية عالمية للحكومات والتجارة والمجتمع المدني والأفراد وكانت المنظمات التي تسيطر على بعض الجوانب التقنية للإنترنت خلفاء الرقابة القديمة ARPANET وصناع القرار الحالي في الجوانب التقنية اليومية للشبكة. وفي حين أن أدوارهم وسلطاتهم في صنع القرار معترف بهم كمسؤولين عن بعض جوانب الإنترنت فإنهم محدودون ويخضعون لمزيد من التدقيق الدولي وزيادة الاعتراضات وقد أدت هذه الاعتراضات إلى قيام آيكان بإزالة نفسها من العلاقات مع جامعة جنوب كاليفورنيا في عام 2000  وفي سبتمبر 2009 واكتساب الحكم الذاتي من الحكومة الأمريكية من خلال إنهاء اتفاقياتها الطويلة الأمد وعلى الرغم من أن بعض الالتزامات التعاقدية مع الولايات المتحدة واستمرت وزارة التجارة. وأخيرا في 1 أكتوبر 2016 أنهت ICANN عقدها مع إدارة الاتصالات والمعلومات الوطنية التابعة لوزارة التجارة الأمريكية (NTIA) مما يسمح بالرقابة على مجتمع الإنترنت العالمي .
یواصل فریق عمل ھندسة الإنترنت (IETF) بدعم مالي وتنظیمي من جمعیة الإنترنت والعمل کھیئة معیاریة خاصة بالإنترنت وقضایا طلب التعلیقات.
وفي تشرين الثاني / نوفمبر 2005 دعا مؤتمر القمة العالمي المعني بمجتمع المعلومات الذي عقد في تونس إلى عقد منتدى لإدارة الإنترنت من قبل الأمين العام للأمم المتحدة وقد فتح منتدى IGF حوارا مستمرا وغير ملزم بين أصحاب المصلحة الذين يمثلون الحكومات والقطاع الخاص والمجتمع المدني والمجتمعات الفنية والأكاديمية حول مستقبل إدارة الإنترنت وعقد الاجتماع الأول لحوكمة الإنترنت في تشرين الأول / أكتوبر - تشرين الثاني / نوفمبر 2006 مع اجتماعات متابعة سنوية بعد ذلك  ومنذ القمة العالمية لمجتمع المعلومات تم توسيع مصطلح «إدارة الإنترنت» إلى ما هو أبعد من الاهتمامات التقنية الضيقة لتشمل نطاقا أوسع من قضايا السياسات المتصلة بالإنترنت.

## تسييس الإنترنت
وبسبب بروزها ووفرتها كوسيلة فعالة للاتصال الجماهيري أصبحت الإنترنت أيضا أكثر تسيسا مع نموها وقد أدى ذلك بدوره إلى الخطابات والأنشطة التي كانت ستحدث بطرق أخرى وهي الهجرة إلى الوساطة عبر الإنترنت.
ومن الأمثلة على ذلك الأنشطة السياسية مثل الاحتجاج العام واستخلاص الدعم والأصوات ولكن أيضا:
- نشر الأفكار والآراء:* توظيف الأتباع و «الجمع» بين أفراد الجمهور للأفكار والمنتجات والأسباب:* توفير وتوزيع المعلومات التي يمكن اعتبارها حساسة أو ذات صلة بالإبلاغ عن المخالفات (والجهود التي تبذلها بلدان محددة لمنع ذلك عن طريق الرقابة) وتوزيعها على نطاق واسع:* النشاط الإجرامي والإرهاب (وما ينجم عنه من استخدام في مجال إنفاذ القانون إلى جانب تيسيره عن طريق المراقبة الجماعية).

### Net neutrality
في 23 أبريل 2014 أفيد بأن لجنة الاتصالات الفيدرالية (FCC) تدرس قاعدة جديدة تسمح لمزودي خدمة الإنترنت بتقديم مزودي المحتوى أسرع المسار لإرسال المحتوى وبالتالي عكس موقفهم الحياد السابق. ويمكن أن يكون الحل المحتمل لشواغل الحيادية الصافية هو النطاق العريض للبلديات، وفقا لما ذكره البروفيسور سوزان كروفورد خبير قانوني وتكنولوجي في كلية الحقوق بجامعة هارفارد. في 15 مايو 2014، قررت لجنة الاتصالات الفيدرالية النظر في خيارين فيما يتعلق بخدمات الإنترنت: أولا، تسمح سريعة وبطيئة الممرات ذات النطاق العريض، وبالتالي المساس الحياد الصافي؛ وثانيا، إعادة تصنيف النطاق العريض كخدمة اتصالات وبالتالي الحفاظ على الحيادية الصافية. في 10 نوفمبر 2014 أوصى الرئيس أوباما لجنة الاتصالات الفدرالية بإعادة تصنيف خدمة الإنترنت عريضة النطاق كخدمة اتصالات من أجل الحفاظ على الحياد الصافي. s في 16 يناير 2015، قدم الجمهوريون تشريعات في شكل مشروع قانون مناقشة الموارد البشرية في الكونغرس الأمريكي والذي يقدم تنازلات إلى الحياد الصافي ولكنه يحظر على لجنة الاتصالات الفيدرالية من تحقيق الهدف أو سن أي لوائح أخرى تؤثر على مقدمي خدمات الإنترنت. ISPs  في 31 يناير 2015، ذكرت وكالة أنباء أب نيوز أن لجنة الاتصالات الفدرالية سوف تقدم فكرة تطبيق («مع بعض التحذيرات») الباب الثاني (الناقل المشترك) من قانون الاتصالات لعام 1934 إلى الإنترنت في التصويت المتوقع في 26 فبراير 2015. واعتماد هذا المفهوم سوف يعيد تصنيف خدمة الإنترنت من إحدى المعلومات إلى إحدى شركات الاتصالات  ووفقا لرئيس لجنة الاتصالات الفيدرالية توم ويلر، يضمن الحياد الصافي ومن المتوقع أن تفرض لجنة الاتصالات الفدرالية الحياد الصافي في تصويتها، وفقا لصحيفة نيويورك تايمز .
في 26 فبراير 2015 حكمت لجنة الاتصالات الفدرالية FCC لصالح الحياد الصافي من خلال تطبيق الباب الثاني (الناقل المشترك) من قانون الاتصالات لعام 1934 والقسم 706 من قانون الاتصالات لعام 1996 إلى الإنترنت. t. وعلق رئيس لجنة الاتصالات الفيدرالية توم ويلر قائلا: هذه ليست خطة لتنظيم الإنترنت أكثر من التعديل الأول هو خطة لتنظيم حرية التعبير وكلاهما يقف على نفس المفهوم.
في 12 مارس 2015 أصدرت لجنة الاتصالات الفدرالية FCC تفاصيل محددة لقواعد الحياد الصافية. في 13 أبريل 2015 نشرت لجنة الاتصالات الفدرالية القاعدة النهائية بشأن لوائحها الجديدة «الحياد الصافي».

## الاستخدام والثقافة

### Email and Usenet
وغالبا ما كان يسمى البريد الإلكتروني تطبيق القاتل من الإنترنت. إنه يسبق الإنترنت وكان أداة حاسمة في إنشائه وبدأ البريد الإلكتروني في عام 1965 كوسيلة لمستخدمين متعددين لجهاز كمبيوتر مركزي لتبادل الوقت للاتصال. على الرغم من أن التاريخ غير موثق، من بين النظم الأولى التي لديها مثل هذا المرفق شركة تطوير النظام SDC) Q32) ونظام تقاسم الوقت المناسب (CTSS) في معهد ماساتشوستس للتكنولوجيا.
وقد أسهمت شبكة الحاسوب ARPANET إسهاما كبيرا في تطور البريد الإلكتروني نقلت بين النظام التجريبي البريد على ARPANET بعد فترة وجيزة من إنشائها. في عام 1971 خلق راي توملينسون ما كان ليصبح البريد الإلكتروني المعياري للإنترنت الذي يعالج الشكل وذلك باستخدام علامة @ لفصل أسماء صناديق البريد عن أسماء المضيفين.
وقد تم وضع عدد من البروتوكولات لتوصيل الرسائل بين مجموعات من أجهزة تقاسم الوقت عبر أنظمة إرسال بديلة مثل نظام أوكب ونظام البريد الإلكتروني لشركة عب فنيت. يمكن تمرير البريد الإلكتروني بهذه الطريقة بين عدد من الشبكات، بما في ذلك ARPANET و BITNET و NSFNET فضلا عن المضيفين متصلا مباشرة إلى مواقع أخرى عبر UUCP انظر تاريخ بروتوكول SMTP.
وبالإضافة إلى ذلك سمح UUCP بنشر الملفات النصية التي يمكن قراءتها من قبل العديد من الآخرين. تم استخدام برنامج الأخبار الذي وضعه ستيف دانيال وتوم تروسكوت في عام 1979 لتوزيع الأخبار والرسائل التي تشبه لوحة الإعلانات. نما هذا بسرعة إلى مجموعات المناقشة، والمعروفة باسم مجموعات الأخبار، على مجموعة واسعة من المواضيع. على ARPANET و NSFNET سوف تشكل مجموعات نقاش مماثلة عن طريق القوائم البريدية ومناقشة القضايا التقنية والموضوعات أكثر تركيزا ثقافيا (مثل الخيال العلمي، التي نوقشت على القائمة البريدية سفلوفرز).
وخلال السنوات الأولى من الإنترنت كانت البريد الإلكتروني وآليات مماثلة أساسية أيضا للسماح للناس بالوصول إلى الموارد التي لم تكن متاحة بسبب غياب الاتصال عبر الإنترنت. وكب غالبا ما تستخدم لتوزيع الملفات باستخدام المجموعات "alt.binary". أيضا، بوابات البريد الإلكتروني فتب سمح للناس الذين يعيشون خارج الولايات المتحدة وأوروبا لتحميل الملفات باستخدام أوامر بروتوكول نقل الملفات مكتوبة داخل رسائل البريد الإلكتروني وتم ترميز الملف وكسر في القطع وإرسالها عن طريق البريد الإلكتروني وكان على المتلقي إعادة تجميعها وفكها في وقت لاحق وكانت الطريقة الوحيدة للأشخاص الذين يعيشون في الخارج لتحميل عناصر مثل إصدارات لينكس السابقة باستخدام اتصالات الطلب الهاتفي البطيء المتاحة في ذلك الوقت بعد تعميم الويب وبروتوكول HTTP تم التخلي عن هذه الأدوات ببطء.

### من Gopher إلى WWW
ومع نمو الإنترنت خلال الثمانينيات وأوائل التسعينات أدرك كثير من الناس الحاجة المتزايدة إلى التمكن من العثور على الملفات والمعلومات وتنظيمها حاولت مشاريع مثلArchie و Gopher و WAIS وقائمة أرشيف FTP لخلق طرق لتنظيم البيانات الموزعة وفي أوائل التسعينيات قدم غوفر الذي اخترعه مارك ب. مكاهيل بديلا قابلا للتطبيق على الشبكة العالمية ومع ذلك في عام 1993 شهدت الشبكة العالمية العديد من التقدم لفهرسة وسهولة الوصول من خلال محركات البحث، والتي غالبا ما أهملت غوفر وغوفرزباس. كما زادت شعبية من خلال سهولة الاستخدام وحوافز الاستثمار أيضا نمت حتى في منتصف عام 1994 اكتسب شعبية ووو اليد العليا. ثم أصبح واضحا أن غوفر والمشاريع الأخرى كانت محكوم عليها قصيرة.
كانت واحدة من أكثر نماذج واجهة المستخدم الواعدة خلال هذه الفترة هي النص التشعبي. وقد استلهمت هذه التكنولوجيا من قبل «ميمكس» فانيفار بوش ، وتطورت من خلال أبحاث تيد نيلسون حول مشروع شانادو ودوجلاس إنجلبارت في أبحاثه حول NLS. وقد تم إنشاء العديد من أنظمة النص التشعبي ذاتيا الصغيرة من قبل مثل HyperCard أبل كومبيوتر (1987) أصبح غوفر أول واجهة هيبرتكست شائعة الاستخدام إلى الإنترنت في حين أن عناصر القائمة غوفر كانت أمثلة للنص التشعبي إلا أنها لم ينظر إليها عادة بهذه الطريقة.

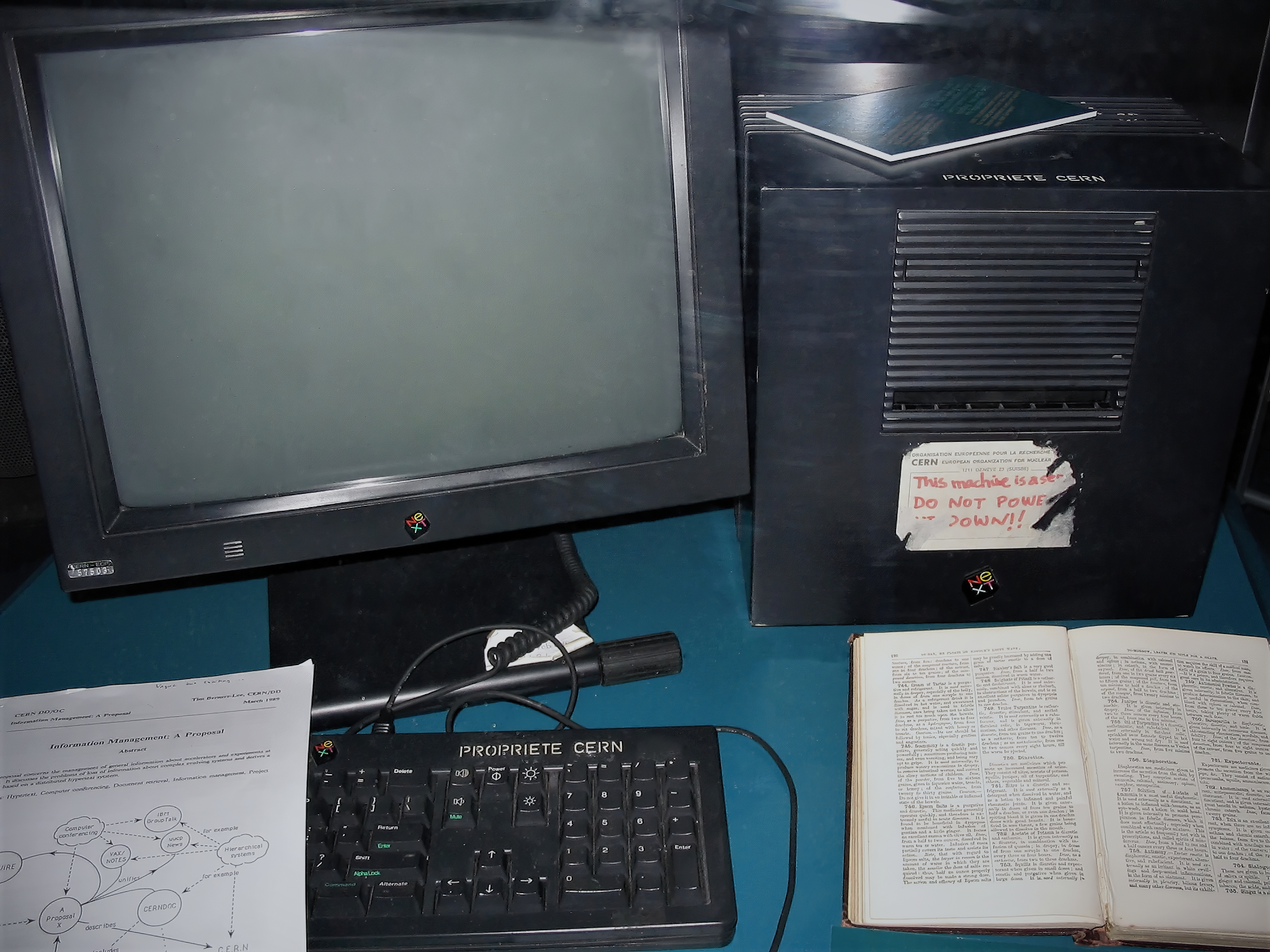
وقد استخدم هذا الكمبيوتر نيكست من قبل السير تيم بيرنرز لي في CERN وأصبح أول خادم ويب في العالم.

في عام 1989، بينما كان يعمل في سيرن، اخترع تيم بيرنرز لي تنفيذ شبكة من مفهوم هيبرتكست من خلال الإفراج عن اختراعه للاستخدام العام وقال انه ضمان التكنولوجيا سوف تصبح واسعة الانتشار. وحصل بيرنرز لي على جائزة تكنولوجيا الألفية في عام 2004. أحد أوائل متصفحات الويب الشعبية على غرار HyperCard كان ViolaWWW.
بدأت نقطة تحول للشبكة العالمية مع إدخال من متصفح ويب موزايك  في عام 1993 وهو متصفح رسومي وضعه فريق في المركز الوطني لتطبيقات الحوسبة الفائقة في جامعة إلينوي في أوربانا شامبين (NCSA-UIUC) بقيادة مارك أندرسن. التمويل من موسيك جاء من مبادرة الحوسبة عالية الأداء والاتصالات وهو برنامج تمويل بدأه قانون الحوسبة عالية الأداء والاتصالات لعام 1991 المعروف أيضا باسم بيل جور أصبحت الواجهة الرسومية موزايك أكثر شعبية من غوفر التي كانت في ذلك الوقت تستند في المقام الأول إلى نص وأصبح WWW الواجهة المفضلة للوصول إلى الإنترنت إلا أن إشارة جور إلى دوره في «إنشاء الإنترنت» سخرت في حملته الانتخابية الرئاسية انظر المقال الكامل Al Gore وتكنولوجيا المعلومات.
تم استبدال الموزايك في عام 1994 من قبل أندرسن في نتسكيب نافيجيتور الذي حل محل الموزايك باعتبارها المتصفح الأكثر شعبية في العالم في حين أنه عقد هذا اللقب لبعض الوقت، في نهاية المطاف المنافسة من إنترنت إكسبلورر ومجموعة متنوعة من المتصفحات الأخرى نزحت تماما تقريبا. ومن الأحداث الهامة الأخرى التي عقدت في 11 يناير 1994، قمة سوبرهيغواي في قاعة رويس في جامعة كاليفورنيا. وكان هذا هو "المؤتمر العام الأول الذي يجمع بين كل من كبار الصناعة والحكومة والقادة الأكاديميين في الميدان وبدأ أيضا الحوار الوطني حول الطريق السريع للمعلومات وآثاره.
24 ساعة في الفضاء السيبراني أكبر حدث على الإنترنت لمدة يوم واحد" (8 فبراير 1996) حتى ذلك التاريخ، وقعت على الموقع النشط آنذاك، cyber24.com. كان يرأسه المصور ريك سمولان. تم الكشف عن معرض فوتوغرافي في المتحف الوطني للتاريخ الأمريكي التابع لمؤسسة سميثسونيان في 23 يناير / كانون الثاني 1997 ويضم 70 صورة من المشروع.

### محركات البحث
قبل الشبكة العالمية كانت هناك محركات بحث تحاول تنظيم الإنترنت وكان أولها محرك البحث أرتشي (Archie search engine) من جامعة ماكغيل في عام 1990 تليها في عام 1991 من قبل WAIS وGopher كل هذه الأنظمة الثلاثة كانت سابقة لاختراع الشبكة العالمية ولكن كل ذلك استمر في فهرسة الويب وبقية الإنترنت لعدة سنوات بعد ظهور الويب. لا تزال هناك خوادم غوفر اعتبارا من عام 2006، على الرغم من أن هناك العديد من خوادم الويب أكثر كبيرة.
مع نمو الويب تم إنشاء محركات البحث وأدلة الويب لتتبع صفحات على شبكة الإنترنت والسماح للناس للعثور على الأشياء وكان أول محرك بحث ويب كامل النص ويبكرولر في عام 1994 قبل ويبكرولر (WebCrawler) تم البحث عن عناوين صفحة ويب فقط وتم إنشاء محرك بحث مبكر آخر ليكوس في عام 1993 كمشروع جامعي وكان أول من حقق النجاح التجاري خلال أواخر 1990s كانت كل من الدلائل على شبكة الإنترنت ومحركات البحث على شبكة الإنترنت شعبية ياهو! (تأسست عام 1994) وألتافيستا (تأسست عام 1995) كانت رائدة في هذه الصناعة. وبحلول آب / أغسطس 2001 بدأ نموذج الدليل في إفساح المجال لمحركات البحث وتتبع صعود غوغل (تأسست عام 1998) الذي وضع نهجا جديدة لترتيب الملاءمة وميزات الدليل في حين لا تزال متاحة عادة أصبح بعد الأفكار لمحركات البحث.
وكان حجم قاعدة البيانات، الذي كان ميزة تسويقية كبيرة من خلال أوائل 2000s، مشرد على نحو مماثل من خلال التركيز على تصنيف الملاءمة، والأساليب التي محركات البحث محاولة لفرز أفضل النتائج أولا. وأصبح ترتيب الأهلية أولا مسألة رئيسية حوالي عام 1996، عندما أصبح من الواضح أنه من غير العملي استعراض قوائم كاملة بالنتائج. ونتيجة لذلك، تحسنت باستمرار خوارزميات ترتيب الملاءمة. وقد تلقت طريقة تصنيف الصفحات في غوغل لترتيب النتائج أكبر قدر من الضغط، ولكن جميع محركات البحث الرئيسية تقوم باستمرار بتحسين منهجيات التصنيف الخاصة بها بهدف تحسين ترتيب النتائج. اعتبارا من عام 2006 تعتبر تصنيفات محركات البحث أكثر أهمية من أي وقت مضى، لدرجة أن الصناعة قد طورت («محسن محركات البحث» أو «تحسين محركات البحث») لمساعدة مطوري الويب على تحسين ترتيب البحث، ومجموعة كاملة من السوابق القضائية حول المسائل التي تؤثر على ترتيب محركات البحث، مثل استخدام العلامات التجارية في العلامات الوصفية. كما أن بيع تصنيفات البحث من قبل بعض محركات البحث أثار جدلا بين أمناء المكتبات ودعاة المستهلك.
في 3 يونيو 2009 أطلقت مايكروسوفت محرك البحث الجديد Bing. الشهر التالي ميكروسوفت وياهو!! أعلن صفقة فيها Bing سوف يقوى البحث عن ياهو! .

### مشاركة الملفات
وقد كان تقاسم الموارد أو الملفات نشاطا هاما على شبكات الحاسوب منذ فترة طويلة من إنشاء شبكة الإنترنت، وتم دعمه بطرق مختلفة، بما في ذلك أنظمة لوحات الإعلانات (1978)، وأوزنت (1980)، وكيرميت (1981)، وغيرها الكثير. تم توحيد بروتوكول نقل الملفات (FTP) للاستخدام على الإنترنت في عام 1985 ولا يزال قيد الاستخدام اليوم. وقد وضعت مجموعة متنوعة من الأدوات للمساعدة في استخدام بروتوكول نقل الملفات من خلال مساعدة المستخدمين على اكتشاف الملفات التي قد ترغب في نقل، بما في ذلك خادم معلومات المنطقة واسعة (WAIS) في عام 1991 و Gopher في عام 1991و Archie في عام 1991و Veronica في عام 1992و Jughead في عام 1993 ودردشة ترحيل الإنترنت (IRC) في عام 1988 وفي نهاية المطاف الشبكة العالمية (شبكة عنكبوتية عالمية) في عام 1991 مع الدلائل الويب ومحركات البحث على شبكة الإنترنت.
في عام 1999 أصبح نابستر أول نظام تبادل الملفات بين الأقران. واستخدم نابستر خادم مركزي للفهرسة واكتشاف الأقران ولكن تخزين الملفات ونقلها كان لامركزيا ومجموعة متنوعة من برامج تبادل الملفات بين الند للند مع مستويات مختلفة من اللامركزية وعدم الكشف عن هويته متبوعة بما في ذلك نوتيلا eDonkey2000 وفرينيت في عام 2000 وفاستراك وكازا وليمويرو وبي تورنت في عام 2001 وتسمم في عام 2003.
كل هذه الأدوات هي أغراض عامة ويمكن استخدامها لتبادل مجموعة واسعة من المحتوى، ولكن تقاسم ملفات الموسيقى والبرامج والأفلام وأشرطة الفيديو في وقت لاحق هي الاستخدامات الرئيسية. وفي حين أن بعض هذه المشاركة قانونية أجزاء كبيرة ليست كذلك وتسببت الدعاوى والإجراءات القانونية الأخرى نابستر في عام 2001 و eDonkey2000 في عام 2005 وكازا في عام 2006 ووليموير في عام 2010 لإغلاق أو إعادة تركيز جهودها. ويستمر خليج القراصنة، الذي تأسس في السويد في عام 2003، على الرغم من محاكمة ونداء في عامي 2009 و 2010 أسفرت عن أحكام بالسجن وغرامات كبيرة للعديد من مؤسسيها. ولا تزال تبادل الملفات مثيرة للجدل ومثيرة للجدل مع اتهامات بسرقة الملكية الفكرية من جهة وتهمة الرقابة من جهة أخرى.

### فقاعة الدوت كوم
فجأة انخفاض سعر الوصول إلى الملايين في جميع أنحاء العالم وإمكانية بيع أو الاستماع من هؤلاء الناس في نفس اللحظة التي تم التوصل إليها وعد لقلب العقيدة التجارية المعمول بها في الإعلان والمبيعات عبر البريد الإلكتروني، وإدارة علاقات العملاء، وغيرها الكثير المناطق. وكانت شبكة الإنترنت القاتل التطبيق الجديد، فإنه يمكن الجمع بين المشترين والبائعين غير ذات صلة في طرق سلس ومنخفضة التكلفة وقام رواد الأعمال في جميع أنحاء العالم بتطوير نماذج أعمال جديدة، وذهبوا إلى أقرب رأس المال المغامر. وفي حين أن بعض أصحاب المشاريع الجدد لديهم خبرة في مجال الأعمال والاقتصاد، فإن الأغلبية هم ببساطة أشخاص لديهم أفكار، ولا يديرون تدفقات رؤوس الأموال بحكمة. بالإضافة إلى ذلك فإن العديد من خطط الأعمال دوت كوم استندت إلى افتراض أن باستخدام الإنترنت، فإنها تجاوز قنوات التوزيع من الشركات القائمة وبالتالي لا تضطر إلى التنافس معهم؛ عندما وضعت الشركات القائمة مع العلامات التجارية القائمة القوية وجودها على الإنترنت الخاصة بها، تم تحطيم هذه الآمال وترك الوافدين الجدد يحاولون اقتحام الأسواق التي تهيمن عليها الشركات الأكبر حجما وأكثر استقرارا. ولم يكن لدى الكثيرين القدرة على القيام بذلك.
انفجرت فقاعة دوت كوم في مارس 2000، مع مؤشر نازداك المركب التكنولوجي الثقيل الذي بلغ ذروته عند 5048.62 في 10 مارس  (5.132.52 خلال اليوم) أي أكثر من ضعف قيمته قبل عام واحد فقط. وبحلول عام 2001، كان الانكماش الفقاعي يعمل بأقصى سرعة. وقد توقفت أغلبية هذه الصفقات عن التداول بعد أن أحرقت من خلال رأس المال الاستثماري ورأس مال الاكتتاب العام وغالبا بدون تحقيق أرباح. ولكن على الرغم من ذلك لا تزال الإنترنت تنمو مدفوعا التجارة بكميات أكبر من أي وقت مضى من المعلومات والمعارف والشبكات الاجتماعية.
.

### الهواتف المحمولة والإنترنت
وكان أول هاتف محمول مع اتصال بالإنترنت هو نوكيا 9000 كومونيكاتور الذي أطلق في فنلندا في عام 1996 وكانت صلاحية الوصول إلى خدمات الإنترنت على الهواتف المحمولة محدودة حتى انخفضت الأسعار من هذا النموذج وبدأ مقدمو الشبكات في تطوير أنظمة وخدمات يمكن الوصول إليها بسهولة الهواتف وأطلقت نت دوكومو في اليابان أول خدمة الإنترنت عبر الهاتف النقال i-mode، في عام 1999، وهذا يعتبر ولادة خدمات الإنترنت عبر الهاتف المحمول. في عام 2001، تم إطلاق نظام البريد الإلكتروني للهاتف المحمول من قبل ريزارتش إن موشن (الآن حدود بلاك بيري) لمنتجات بلاك بيري في أمريكا. ولتحقيق الاستخدام الفعال للشاشة الصغيرة ولوحة المفاتيح الصغيرة وتشغيل بيد واحدة نموذجي للهواتف المحمولة، تم إنشاء نموذج معين وشبكة محددة للأجهزة المحمولة، وهو بروتوكول التطبيقات اللاسلكية (WAP). تعمل معظم خدمات الإنترنت عبر أجهزة الجوال باستخدام واب. وكان نمو خدمات الهاتف المحمول في البداية ظاهرة آسيوية في المقام الأول مع اليابان وكوريا الجنوبية وتايوان كل العثور قريبا على غالبية مستخدمي الإنترنت لديهم الوصول إلى الموارد عن طريق الهاتف بدلا من الكمبيوتر. البلدان النامية اتبعت مع الهند وجنوب أفريقيا وكينيا والفلبين، وباكستان، وأفادت التقارير بأن غالبية مستخدميها المحليين قد تمكنوا من الوصول إلى الإنترنت من هاتف محمول بدلا من جهاز كمبيوتر شخصي. وقد تأثر استخدام أوروبا وأمريكا الشمالية للإنترنت بقاعدة كبيرة من الحواسيب الشخصية، وكان نمو النفاذ إلى الإنترنت عبر الهاتف النقال أكثر تدرجا، ولكنه وصل إلى مستويات انتشار وطنية تتراوح بين 20 و 30 في المائة في معظم البلدان الغربية  وقد حدث هذا التحول في عام 2008، عندما كانت أجهزة النفاذ إلى الإنترنت أكثر من الهواتف المحمولة من أجهزة الكمبيوتر الشخصية. وفي كثير من أنحاء العالم النامي، تصل النسبة إلى 10 مستخدمين للهاتف المحمول لمستخدم واحد للكمبيوتر.

## تقنيات الويب
تم تصور صفحات الويب في البداية على أنها وثائق منظمة بناء على لغة الترميز التشعبي (HTML) والتي يمكن أن تسمح بالوصول إلى الصور والفيديو والمحتويات الأخرى وتسمح الارتباطات التشعبية في الصفحة للمستخدمين بالانتقال إلى صفحات أخرى. في أقرب المتصفحات فتحت الصور في تطبيق «المساعد» منفصل. قدم مارك أندرسن في عام 1993 الموازيك و 1994 Netscape  النص المختلط والصور للمستخدمين غير التقنيين وتطورت خلال 1990s، مما أدى إلى HTML 4 التي أدخلت عناصر كبيرة من التصميم كس، وفي وقت لاحق ملحقات للسماح رمز المتصفح لإجراء المكالمات وطلب المحتوى من الخوادم بطريقة منظمة ((أجاكس)).

## علم التأريخ
هناك مشاكل تقريبا لا يمكن التغلب عليها في توفير التأريخ لتطور الإنترنت وتمثل عملية الرقمنة تحديا مزدوجا لكل من التأريخ بشكل عام وبصفة خاصة لأبحاث الاتصالات التاريخية. ويمكن جمع الشعور بصعوبة توثيق التطورات المبكرة التي أدت إلى الإنترنت من الاقتباس.

## روابط خارجية
- Internet History Timeline – متحف تاريخ الحاسوب
- Histories of the Internet – جمعية الإنترنت
- تاريخ الإنترنت على مشروع الدليل المفتوح